# ジョーカー・ゲーム
『ジョーカー・ゲーム』 (JOKER GAME) は、柳広司による日本の短編ミステリー・スパイ小説。または、下記する続編を含めたシリーズの総称である｡『D機関シリーズ』とも呼ばれている。

## 概要
柳はデビューから一貫して歴史上の偉人を重要な役割として扱っていたが、本作においてオリジナルのキャラクターを主役として扱い作風の変化を見せた。
2008年度の「このミステリーがすごい!」で第2位に、週刊文春ミステリーベスト10で第3位にランクインした。2009年、第30回吉川英治文学新人賞および第62回日本推理作家協会賞を受賞した。2021年2月時点でシリーズ累計発行部数は130万部を突破している。
続編として2009年8月に『ダブル・ジョーカー』、2012年3月に『パラダイス・ロスト』、2015年1月に『ラスト・ワルツ』が発売されている。
2015年1月に実写映画化された。同年8月にはProduction I.Gによるテレビアニメ化が発表。2016年4月より放送された。また、放送に連動してアニメ版に準じたコミカライズが月刊コミックガーデンにて連載された。

## あらすじ

### ジョーカー・ゲーム
ジョーカー・ゲーム
昭和12年秋、陸軍中枢部の多数の反対意見を押しのけて、結城中佐の提案でスパイ養成学校「D機関」が設立された。訓練生たちは互いの素性を知らないまま様々な訓練を受け、やがて優秀なスパイへと成長していく。参謀本部から連絡係兼監視役として派遣されていた佐久間中尉は、天皇崇拝について平気で議論を交わし､『名誉の戦死』についても簡単に嘲笑う訓練生たちを「怪物」と評した。
昭和14年、佐久間は参謀本部の武藤大佐の命令で、D機関の訓練生たちと共にスパイ疑惑のあるアメリカ人ジョン・ゴードンの自宅を捜索することになった。佐久間たちは憲兵隊に偽装して捜索を始めるが、ゴードンが全く抵抗しないことに疑念を抱く。そしてゴードンが「二度目の捜索」と口走ったで佐久間は武藤の命令の意図を理解した。武藤は既に一度捜索に失敗しており、その失敗を有耶無耶にするためにD機関に二度目の捜索を命令し、失敗の責任を佐久間と結城に押し付けてD機関を解体しようとしていたのだった。さらに訓練生の1人である三好が､「もし今回も何も見つからなかった場合は、詫びとして彼がこの場で腹を切る」と進言したため、佐久間は窮地に陥ってしまう。
しかし、彼等と結城の言葉をヒントに佐久間は寸前で隠していた暗号表を見つけたため武藤の企みは失敗。さらに、自身も馴染みにしている料亭「花菱」にて、武藤が捜索の一件を外部に漏らしていたことと、女将から手渡された彼が落としたシガレットケースから、結城の偽装を突き止める。そして、一連の裏で結城はこれを利用してD機関への介入を止めさせ、参謀本部から多額の予算を手に入れることに成功していたのだった。三好の関心とその手腕を見た結城は佐久間をD機関に勧誘するが､「所詮は他者の知恵を借りて解決しただけに過ぎず、咄嗟の判断力のない自分はスパイには向いていない」ことと､「いざとなれば、国のために自分の命を捨てられる覚悟は変わらない」と言って断り、立ち去る結城の背を静かに見送ったのだった。
幽霊（ゴースト）
横浜で、紀元二千六百年記念行事を狙った爆弾テロ計画が発覚し、憲兵隊が捜査に着手した。捜査の結果、テロ計画メンバーの連絡場所に英国総領事のアーネスト・グラハムが頻繁に出入りしていることが確認された。憲兵隊はグラハムを逮捕しようとするが、誤認逮捕だった場合の日英関係悪化を懸念した参謀本部から捜査の延期を命令され、代わりにD機関が捜査を担当することになった。
機関員の蒲生次郎は､『テーラー寺島』の店員という肩書きを使って顧客の一人であるグラハムのチェスの相手をする。という形で彼に接触し捜査を始めるが、不審な点は一切見付からなかった。しかし、テロ計画メンバーの連絡場所からは英国総領事館の物品が押収されており、グラハムが関与している可能性は払拭出来なかった。さらに、参謀本部の命令を無視した憲兵隊がグラハムの近辺に出没するようになったため、蒲生は総領事公邸への潜入を試みる。
深夜、総領事公邸の書斎に潜入した蒲生は隠し金庫からグラハムの日誌を見つけ出すが、グラハムが過去に行った犯罪行為の記録こそ書かれているが、爆弾テロに関する記述は一切なかった。これ以上の証拠は見付けられないと判断した蒲生は書斎を出ようとするが、結城の「完全な調査はない」という言葉を思い出し、それをきっかけにテロ計画の全容を明らかにした。爆弾テロの首謀者は総領事館に務める中国人たちであり、グラハムは情報の運び屋として知らずに利用されていただけだった。
グラハムの容疑が晴れ、蒲生はグラハムと別れることになった。その際、グラハムは「"夜の書斎で幽霊を見た"という妻の懇願と、彼女が先回りして親戚中のつてを頼り、英国政府内に自分のための要職を用意してしまった話を受けて本国に戻ることになった」と告げた。蒲生は金庫にあった例の日誌を思い出し、グラハムが極秘情報を取り扱う時が来たらその日誌を元に、今度は "過去からの幽霊" として再び相見える日を楽しみにするのだった。
ロビンソン
D機関員の伊沢和男は情報収集のためロンドンに潜入していたが、新米外交官がセックス・スパイに籠絡され伊沢の正体を話してしまったため、英国諜報機関のハワード・マークス中佐に捕まってしまう。伊沢は訓練通りの尋問対処を実践し、二重スパイに志願した。マークスは伊沢を疑い自白剤を投与し本性を探ろうとするが、自白剤を投与された伊沢が「結城に売られた」と叫び出したのを聞き、伊沢が本心で二重スパイを志願したと判断し、日本への偽情報を発信するように指示した。しかし、そのことも訓練には含まれており、伊沢は偽情報の発信と共に自身が捕らわれていることをD機関に伝えることに成功する。
伊沢は隙を突き脱出を試みるが、マークスの罠にかかり追い詰められてしまう。しかし、伊沢は英国諜報機関に潜入していたスリーパーに助けられ、脱出に成功した。手筈通りの場所に向かうとD機関の協力者が待っており、伊沢は次の任地であるヨーロッパに向かった。伊沢は移動中の車の中で、結城から受け取った『ロビンソン・クルーソー』に登場する「フライデー」という人物のことを思い出していた。それは、スリーパーの暗号名だった。
事件の真相は、防諜対策を疎かにする外務省への警告と最新式の暗号機を導入するために伊沢が捕まり、脱出することを結城が企図したものだった。
魔都
上海憲兵隊に配属となった元特高刑事の本間英司軍曹は、上官の及川政幸大尉から「憲兵隊内部の内通者を探れ」と命令される。その通達の最中に及川の自宅が爆破されるという事件が発生し、租界警察のジェームズ警部は、住居近くにいた二人の物乞いが起こしていた焚き火がペンキ缶に引火したことによる事故だと決めつける。だが、本間は内通者による警告だと感じていた。捜査の最中、特高時代に逮捕した塩塚朔に再会し、友人の草薙行仁がD機関のメンバーになっていることを聞かされた。さらにD機関が青幇と手を組み、中国経済を混乱させようとしていることも聞かされた。卑怯なやり方で戦争を有利に運ぼうとするD機関に対し、本間は嫌悪感を覚えた。
その夜、捜査のため上海の歓楽街に向かった本間は草薙と出くわし尾行を始める。草薙は一軒のダンスホールに入り、その奥にある部屋に入った。本間も後に続こうとするが、ガードマンに制止されてしまう。しかし、本間がポケットから取り出した身に覚えのないコインを見たガードマンは、本間を部屋に通した。部屋の中は違法賭博場となっており、本間は草薙を探すが見付けることが出来なかった。その代わり、本間は違法賭博に明け暮れる及川の姿を目にした。
数日後、本間は及川が憲兵隊の押収したアヘンを横流ししていたことを突き止めた。さらに、そのことに気付いた宮田伸照伍長を賭博場の少年に殺害させ、その少年も口封じに殺害していたことを知る。本間は及川に事実の公表を求めるも、そこへ共犯者の吉野豊上等兵が現れ、及川が隠匿のため自身の抹殺を目論んでいる事に気付く。しかし､「もしも自分に何か起きた場合、全ての真相を記した手紙が塩塚とジェームズ警部に届けられることになっている」と切り出すと、逃げられないと判断した及川は仕方なくそれを承諾した。ところが、突然吉野が恋仲だった少年を殺された怒りから及川を射殺し、当人もその場で自殺してしまった。後に残された本間は事態の処理に苦慮し、その場に立ち尽くした。
実は、本間が出会った塩塚はD機関員の変装で、草薙と同一人物だったのであった。
XX（ダブルクロス）
陸軍からD機関にスカウトされた飛崎弘行は、卒業試験としてナチス・ドイツとソ連の二重スパイだった、カール・シュナイダーの調査を任された。しかし、調査の途中でシュナイダーは何者かに殺害されてしまった。
結城は他の訓練生たちに事件の調査を指示し、飛崎にはシュナイダーの恋人だった野上百合子の調査を指示した。シュナイダーが殺害された日の百合子のアリバイは完璧だったため、飛崎は結城の指示を不審に思った。しかし、百合子の供述に矛盾があることに気付いた飛崎が詳しく調査を進めた結果、シュナイダーを殺害したのは百合子だったことを突き止めた。彼女はシュナイダーが親友の安原ミヨコと浮気していたことに怒り殺害したと自供した。
飛崎は、百合子が親代わりに自分を育ててくれた女性、西山千鶴に似ていたため判断を誤ったことを結城に指摘され、感情を完全に捨て去った他の訓練生との差を思い知らされた。飛崎は任務の終了と同時にD機関を辞め陸軍への復帰願いを提出した。陸軍は口封じの意味を込め、飛崎を最前線の部隊に配属させた。結城からの敬礼で見送られた飛崎は、D機関を後にし陸軍へと戻った。

### ダブル・ジョーカー
ダブル・ジョーカー
陸軍中佐・風戸哲正は日々変化する世界情勢の中で、陸軍における諜報組織の設立を訴え、陸軍ナンバー2である阿久津中将から正式に諜報組織「風機関」設立の許可を得る。その際、阿久津からすでに陸軍に「D機関」という諜報組織が存在することを伝えられる。風戸の風機関設立の裏には、D機関への忌避から帝国陸軍の精神を備えた諜報組織が必要とする軍上層部の思惑があった。D機関の「死ぬな、殺すな」をモットーとし、陸軍のエリートである天保銭組を使えないとする結城中佐に対抗するように風機関は諜報組織としての戦果を挙げていく。あるとき、再び阿久津中将から呼び出しを受けた風戸は、親英派でかつて英国外交官を務めたこともある白幡樹一郎が軍の最高機密とされている『統帥綱領』を盗読した疑いがあるとし、風戸に調査を命じる。そしてこの任務でD機関と風機関勝った方を正式に陸軍の諜報組織とすることを告げた。
白幡の身辺を調査した風戸は、書生として住み込んでいる森島邦雄に目を付けた。森島は半朝鮮人という経歴があり、それを公にされると日本で不利な扱いを受ける。その情報を脅迫として森島を白幡邸での内通者として仕立て上げた。伊豆の旅館にて森島の報告を聞き終えた風戸は白幡の別荘への乗り込みを計画し、その際用済みとなった森島の酒に眠り薬を仕込み、事故に見せかけて海へ落とすよう部下へ命じた。その日の深夜、白幡邸に風機関を集合させ、乗り込んだ風戸は白幡邸に人の気配が一切ないことに愕然とする。さらにその屋敷の中にはD機関の結城中佐が待ち構えていた。
風戸は結城が白幡に情報を漏らしたと憤慨したが、結城は旅館の女中が白幡に情報を伝えたことを告げる。この頃日本では、大陸の激戦続きで若い男がみな戦争に徴兵され、健康な若い男がこの頃まったく見られなくなっていた。そんな中、若く健康的な体つきの風戸たち風機関の面々は旅館の女中たちの目に留まり、彼女達は彼らが軍人であることに気付いていた。さらに、同じように健康的な若い男を書生として住み込ませている白幡の別荘もこの地域では有名であり、その中でも色白で美形だった森島は特に有名で、彼が普段酒を飲まないことまで知っていた。風戸が森島の始末のためのアリバイ作りのために飲ませた眠り薬入りの酒が裏目に出てしまったのだ。そして白幡が別荘から逃げ出した際に、彼が書いておいた『統帥綱領』のメモ書きを結城がすり替え手に入れていた。実は、風戸は用心のため見回りを兼ねて酔った振りをして隣の部屋を覗いていたのだが、その時中にいた老舗の番頭風の客こそが変装した結城で、風戸達の件もその時聞き出していたのである。先手を打たれていたことに愕然とした風戸だったが、結城が一人で来ていることを見て、風機関員たちに結城を捕らえさせ、統帥綱領のノートを手に入れれば挽回できると踏んだ。しかし、風戸の目の前に現れたのは自らが始末を命じたはずの森島だった。実はD機関は今回の任務のはるか以前から英国へのチャンネルとして白幡に目をつけており、森島邦雄はその渡り橋役としてD機関が派遣したスパイだったのだ。さらに風戸達が森島の “偽の経歴” に食いついたことで風機関の行動が全てD機関に筒抜け状態となり、序に逆スパイの役割を果たした森島は風機関員を全員拘束してしまったのである。自分では手を下すことなく自分たちD機関の影をちらつかせるだけで任務を成功させた結城への畏怖と、旅館の女中たちにあっさり素性を見抜かれ、森島を殺そうとしたことで情報の漏洩を招いてしまうという失態で風戸のプライドは崩れ去っていった。そんな中、結城は天保銭の意味を風戸に伝えながら、形ばかりの天保銭を過大に持ち上げる陸軍を批判し、森島と共に風機関から奪った車で立ち去った。その批判の裏には、旅館で風戸が上着を女中に預ける際に、その女中に上着の中に隠れて付けていた天保銭を見られたことが正体を見抜かれた原因でもあることを暗に示していた。屈辱の中で風戸は自らが誇りとしていた天保銭を引きちぎって床にたたきつけた。
蠅の王
北支前線にある粗末な野戦病院に務める脇坂衛陸軍軍医は、裏でモスクワのスパイとして暗躍していた。そこには治安維持法違反で逮捕され肺結核で亡くなった兄・脇坂格の存在があった。兄の遺した共産主義社会に関する書籍やノートを読み漁るうちに政治運動への関心を持った脇坂は、 医者の道を進む傍ら "K" と名乗る左翼運動家と接触し、彼の指示で軍医となって集めた情報を “ワキサカ式” と呼ばれる独自の通信手段でモスクワの同志に送っていた。これは、日本軍が盧溝橋付近での小競り合いを口実に、中央からの指示を無視して勝手に中国と本格的な戦闘を始めたことが切っ掛けであった。
一ヶ月ほど前、脇坂の元に "K" から指示書が届く。そこには「蠅の王」と呼ばれる男がD機関を率いてスパイ狩りを行っているため注意せよという忠告と、スパイ・ハンターが「笑わぬ男」という暗号名を持ち、前線部隊を慰問して回る「わらわし隊」と関係があることが記されていた。脇坂はスパイと軍の二重生活とハンターの影に怯える中、偽情報を使って逆にハンターを炙り出そうと考える。そこへ「わらわし隊」に属する漫才コンビ『藤木藤丸』の藤丸がやって来て “笑わない目を持った男” の話をする。全てを悟った脇坂が慌てて引き返すと、突然何者かに襲われる。目を覚ました脇坂が見たものは、かつて彼が治療に当たっていた西村久志陸軍二等兵だった。彼こそが “笑わぬ男” にしてD機関員であり「わらわし隊」の慰問は脇坂をおびき出すための罠で、一ヶ月ほど前の "K" の手紙はD機関の偽装だった。さらにD機関は "K" の正体……片岡大尉のことまでとっくに突き止めていた。
実は脇坂が発案した “ワキサカ式” と呼ばれる通信手段とは、顔と手の綺麗な支那兵の遺体に通信文を忍ばせ、さらに遺体に野犬が嫌がる匂いと防腐剤を振りかけて目印とする方法であった。脇坂は十日前、情報を伝達するために必要な遺体が見つからず、焦った末に偶然見つけた中国人の老人を殺し、その遺体を支那兵に仕立てて情報伝達に使用したのだ。D機関はその情報を「漫才コンビのネタにする」という形で脇坂をおびき出し、そのような手間をかけたのは彼や仲間達にこれ以上不自然な遺体を作らせないためだった。脇坂はD機関による “偽装の自首” という報復を食らった。
仏印作戦
中央無線電信所に勤める高林正人は、上司から仏印──フランス領インドシナ連邦に軍属の電信係として出張を命じられた。詳しい説明がないことに憤ったが、新聞に掲載された記事によると、仏印に足止めされた蔣介石政権を支援する物資（援蔣物資）の封鎖状況を監視するための視察団の一員としての出張らしかった。そして出張先である仏印の首都ハノイでの業務は、視察団が作成した通信文の暗号化と暗号電文を東京の参謀本部に送ることだった。この奇妙な命令は、視察団の団長たる土家昭信陸軍少将率いる軍事専門家三十名が陸軍・海軍に分かれている上に双方に『交流』は一切なく、おまけに陸軍は小型無線機を持参しておらず、現地の無線機を使用するとのことであった。海軍側の無線機を使わないのは暗号表が異なる上に深い確執があるためやむを得なかったが、これでは仏印当局に電文が筒抜けではないかと高林が異議を称えると、土屋少将は「我が陸軍の暗号は最新型を刷新したばかりであって、たとえ何者かが盗み読んだとしても、内容を解読されることはありえない」と言い放った。こうして高林は毎日のように届く膨大な電文の暗号化に日々を費やされる傍ら、私生活ではダンスホールで知り合った女性・イエンと同棲を始め、通信内容を気にかけさえしなければそれなりに充実した日々を送っていた。
ところが出張から一ヶ月後、高林は歓楽街からの帰宅途中突然何者かに襲われ、永瀬則之という男に助け出される。陸軍少将を名乗る永瀬は、高林が襲われたのは日本の暗号電文を奪うためであること、襲った男は蔣介石政権が雇ったスパイであること、さらに、これまで仏印経由で重慶政府に支援してきた英米諸国にとっても視察団の存在は脅威であり、参謀本部とのやり取りを知るために様々な手段を画策していることも話した。そして巻き込まれた高林にも、視察団に内密で極秘任務を手伝って欲しいと頼む。そして、永瀬が万が一問題になっても、これを出せば解決すると言って提示した名は『D機関』だった……。それから高林は永瀬と定時刻に待ち合わせをし、極秘の打電内容を記したメモを受け取ると、それを暗号電文化して通常通信の文の後に打電するようになる。彼自身最初は規約違反に怯えていたが、次第に永瀬とD機関が助けてくれるという過信と、自分が秘密の中心にいるという快感に酔いしれて恐怖心が薄れていく。そんなある日、高林が情報交換のため永瀬と雑談をしていると､「視察団本部に出入りしている商人のガオが、敵方のスパイの可能性がある」という忠告を受ける。ガオの素性と性格を知っている高林はそんな筈はないと言い放つが、翌日からガオへの猜疑心が抜けず、極端に避けるようになる。さらに数日後、道端で散髪をしているガオを見かけ、高林が思わず逃げ出すと何者かに後を付けられる。あてもなく走り続けた高林が振り返って声を張り上げると気配はなくなっており、同時にあることに気がついた彼は慌てて駆け出した。
永瀬の正体はスパイではなく、援蔣物資を狙った詐欺一味のリーダーだった。まず永瀬は仏印電子局に勤めるレイモンドを懐柔し、日本の視察団が打電した暗号を写し取らせたが、やはり陸軍暗号には歯が立たず、今度は愛人のイエンを高林に接触させて同棲にこぎつけ、彼が留守のうちに元となる日本語の通信電文を探させたが、高林は使用した通信文はその場で破棄するという規則を忠実に守っていたためこれも失敗。焦った永瀬はD機関を隠れ蓑に自ら接触し、“極秘依頼” という名目で自分達が作った偽の通信文を高林に暗号化させ、それを何度かに分けて必要な分を手に入れると、これらを使って参謀本部側を装った偽の暗号電文を本物に紛れ込ませて彼に解読させ、土屋少将に届けさせることで援蔣物資を盗む手筈を企てたのだった。何者かに付けられた高林は、あの日、暴漢に襲われた際駆け付けた永瀬の足音が聞こえなかったことに気がつき、慌てて本部に引き返すと、直ちに土屋少将に面会を求め、詐欺一味と暗号電文のことを話す。その結果、日本の大手商社を装い援蔣物資の引き渡しを要求した永瀬達は日仏合同の憲兵隊に逮捕された。
一方の高林は、騙されたとはいえ偽の暗号電文を解読し、命令以外の暗号電文を作成してしまったため今後どうなるか心配だったが、詐欺一味の目論見を暴いた功績を以て相殺にするという土屋少将の言葉に唖然とする。その後、直前に自分が通報したとはいえ、憲兵への手回しと対応が早かったことに疑問を持ち、D機関という諜報機関が実は本当に存在し、あのガオこそが本物のD機関のスパイだったのではないかと疑問を持つ。するとそんな考えを見越したのか、土屋少将は全てを忘れることと、視察団はもうじきここを引き上げることを告げる。そして最後に、どうせ日本に連れて帰るつもりなんか無かっただろうから、面倒事になる前にイエンに裏切られて良かったと言われ、高林は自分でさえ思ってもいなかった内心にヒヤリとした。最後にこの事件から二週間後、ハノイ在住の日本人は総引き上げを命じられ、それと入れ替わるように日本軍が北部インドシナに侵攻した一文が添えられ幕となる。
柩
ベルリンに向かっていた列車が事故を起こし、その調査に赴いた諜報機関アプヴェーアに所属するヘルマン・ヴォルフ大佐は、事故の関係者を聴取していた。
その中のオットー・フランクという男の所持品からスパイ道具を見つけ、更に尋問を続けると、男は列車事故の犠牲者であるアジア人から盗んだという。更に詳しく聞くと、そのアジア人は美術商の真木克彦なる日本人であるという。真木は、折れた鉄棒が体を貫通し、それによる失血で即死状態であったという。だがヘルマンは、真木がD機関のスパイであるとかねてから疑っており、秘書のヨハンに命じて真木の自宅を家宅捜査するが、疑わしい点はあったものの何も見つからなかった。そこで、次にヘルマンは各所に手回しをして遺体をベルリンの病院へ運ばせ、24時間体制での監視を命じた。
ヘルマンはかつて『魔術師』と呼ばれていた日本人スパイを尋問したことがあるのだが、手榴弾の爆破に乗じて逃げられ、その時に自分も片目を失明してしまった。そのD機関は結城中佐が作ったことも既に掴んでおり、実態は掴めないものの逃げた男がその結城であると確信しており、今度こそ結城を捕まえるために、その部下であるとされる真木の死体を利用することを思い立ったのだ。だが、列車の行き先について真木が報告を終えた帰りだと気づいたヘルマンは病院へ向かい、面会の確認をするが、遺体に面会をする者は居なかった。しかし、写真と真木の遺体を見比べて部下に確認をすると、遺体が個室へ移される前の病室に、相部屋となった老人の遺体の確認と称して一人の紳士が面会に来ており、その後、間違いであったと告げて帰ったという。ヘルマンは、その紳士が結城であったと確信し出し抜かれたことを悟った。その後、結城はドイツ国内の真木の協力者と接触して証拠を抹消していき、ヘルマンの目論みは崩れてしまう。
ただし、ヘルマンの考えは間違っておらず、真木こそD機関に所属していた機関員であった。彼は列車事故という不慮の事故により瀕死となるが、死ぬ直前に協力者リストの場所を結城に目印として残しており、リストは無事に結城に回収され、協力者たちの間で真木の死は秘密裏に処理されていた。葬儀の最中、最後のあがきとして結城を探していたヘルマンは、病院に運ばれた時は開いたままだった真木の瞳が、いつの間にか閉じられていたという看護婦の言葉を思い出すのだった。
ブラックバード

眠る男

### パラダイス・ロスト
誤算
フランス在住の日本人留学生・島野亮佑は、知らない場所で目が覚めた上に記憶喪失になっていた。その場に居合わせていたアラン・レルニエ、ジャン・ヴィクトール、マリー・トーレスの3人によると、ドイツ軍に自宅を占領された老婆が暴言に混じって反ナチス発言を言い出したために見せしめとして銃殺される所だったのを島野が突如間に割って入り、老婆を救出したことで小競り合いが勃発。その最中ドイツ兵が振り回した自動小銃の台尻が側頭部を殴打してしまったため大怪我を負ってしまい、手当のためここに運び込んだのはいいが、そのことが原因で記憶喪失になってしまったのだという。また、持っていた旅券で島野自身の身元は判明するも、3人にはパリ訛りのフランス語、ドイツ兵にはドイツ語、気絶中はロシア語とハンガリー語でうわ言を言っていたり『90対8対2』という謎の数字を呟いたこと、ここに来るまでに登った階段の数を言い当てたり鏡の反転文字を読み解いたことを指摘され、さらに度のない眼鏡をかけていた上に口に綿を詰めていて、それらを取り除いたら顔の印象が変わったことを告げるが当人は困惑したままだった。実は島野もまた先程から頭の中で何者かの声が響いており、ますます自分の存在が分からなくなっていた。
そこへ4人を追っていたドイツ軍が現れ、島野が迷惑をかけた自分が囮になると申し出ると、アランは自分達がレジスタンスのメンバーで、島野はその仲間だと疑われているため、今出て行かれると自分達も危険なのだと言い、先に3人が逃げ出すことになるが、前方の兵隊は見せかけで裏口から逃げ出すところを捕らえるつもりだと見抜いた島野は武器は無いかと問いかけるも、その場にはジャンがあらかじめ調達した小型の拳銃しかなく、その上故障していた。島野はラジオの修理道具で瞬く間に直してみせると、買い溜めしている食料品の中に小麦粉があることを知り、3人に協力してもらい粉塵爆発を起こして脱出する。途中裏口で待機していたドイツ兵を一瞬にして体術でなぎ倒してみせ、3人は島野に対する懐疑心が深まっていく。しかし、アランは二度にわたって自分達フランス人を助けてくれた島野を同志としてレジスタンスに迎え入れることを宣言し、マリーも賛同する。島野は突然の勧誘に戸惑いながらもひとまず安全な場所に逃げるのが先決だと答えるが、その直後再び視界が暗転する。
再び目を覚ました島野が見たものは、マリーを人質にするジャンと驚愕するアランだった。実はジャンはマリーにプロポーズを断られたことと、当のマリーはいつもアランについてばかりでひとりのけ者にされる腹いせから対独協力者（コラボ）となり、アランを密かに監視して反逆者の罪を擦り付けてドイツ軍に引き渡して強制収容所行きにし、自分とマリーは釈放されてその隙に彼女を手に入れる計画を立てていた。だが、島野の介入で通報した自分までもがお尋ね者となってしまったため、急遽島野共々アラン達を連行する方向に切り替えたのだ。だが、島野は静かに立ち上がるとジャンを挑発する。すると突然得体の知れない恐怖を感じたジャンはマリーを突き飛ばすと引き金を引くが、島野は一瞬で捩じ伏せ、ジャンの身柄を二人に預けると姿を消してしまった。
島野の正体はレジスタンスの動向を探るために潜入したD機関のスパイで､『90対8対2』という数字は国内の傍聴者、対独協力者（コラボ）、レジスタンスの比率を表したものだった。島野は近くにいた老婆に暗示をかけて反ナチス言語を吹き込ませ、その後救出という形で指導者的立場にいるアラン達に接触。記憶喪失はD機関で結城中佐から教わった『起こりうる誤算』の一つで、その間脳内で聞こえていた『何者かの声』は、島野の中の潜在記憶が形になったものだった。あの時、ジャンに殴られたことで再び全てを思い出した島野は咄嗟に結城の気配を真似てジャンを怖気づかせたのである。そもそも手渡された時点で銃の故障が人為的なものだと気がついていた島野は最初の弾を空砲にしてジャンに持たせていたため、彼のその後の行動は予測できたも当然であった。その後島野は待ち合わせ場所である小さな田舎町に建つ教会の告解室に向かうと、そこには修道士に変装した当の結城本人が待ち構えており、驚きつつも例の数字と隠れ家にあった品物から割り出したレジスタンス分析結果を報告し終え今後について問いただした所、結城の返答は「最終帰還船に乗り、いったん帰国せよ」というものだった。それは日本がフランスを瞬く間に制圧したドイツと軍事同盟を結ぶことと、島野が先日上げた『今回の制圧については、明らかに兵器や戦略の近代化を無視したフランス軍側のミスによるものであり、ドイツ軍側もこの先英国との対戦について明確なビジョンを持っているとは思えない』という報告が無視されたことを意味していた。結城自らがやって来たのは、それに伴い “島野亮佑” の偽装経歴が使えなくなる＝任務完了を告げるためでもあった。数々の小さな誤算に見舞われた中でも最大ともいえるその報告に、島野が自分を勧誘した時のあのアランの笑顔を思い浮かべ、同時に彼等と別れることを残念に思っていると、それを見抜いたらしき結城から「残ってもいいぞ」の一言を受け我に返り、所詮素人のスパイごっこにプロの自分が付き合う気などなく、ましてやどうでもいいプロパガンダのために命を投げ出す気などさらさら無いため、島野は肩をすくめて帰国を受け入れ､「次はもう少し骨のある任務をお願いします」と言いのけるのだった。
失楽園
英領シンガポールの中でも格式高く『最上の楽園』と称されるホテル、ラッフルズ・ホテルに宿泊していた米海軍士官マイケル・キャンベルは、ホテル内にあるバーで大いに悩んでいた。彼は半年前に領事館付武官として赴任してきたのだが、その時ホテルロビーで見かけた美しい女性、ジュリア・オルセンに一目惚れし、アメリカ人特有の無神経さと厚かましさを駆使して猛然と言い寄った末に交際にこぎつけ結婚の約束までしていたのだが、そのジュリアが昨夜発生した英国人実業家死亡事件の容疑者になってしまったのである。亡くなったのは同じホテルの宿泊者で大規模なゴム農園経営者のジョセフ・ブラントで、中庭の隅に倒れている所をホテル内を巡回していたバトラーに発見された。ブラントは酒癖がかなり悪く他の常連客からは敬遠されており、当初彼の死因が頚椎損傷だったことと、死体があった真上の二階回廊の手摺りにウイスキーボトルとグラスがあったことから、酔った末に誤って転落した事故死と片付けられるはずだった所へ父親に付き添われたジュリアが出頭し､「あの日。友人のもとを訪れた帰り道に柱の影から何者かに腕を掴まれ、驚いて手を振り払い逃げ出してしまった。あの時相手の顔はよく見えなかったのだが、後日事件の話を聞きつけ、もしかしたらそれはブラントだったのではないかという疑念に行き着いた」と話した。キャンベルは慌てて警察署へ赴き面会を頼むがけんもほろろに追い返されてしまい、愛する人ひとり救えないもどかしさと以前視察で訪れた、後に彼女が追いやられるであろう不衛生な刑務所の光景を思い出し絶望的な状況の中にいたところへカウンターにいたバーテンダーから､「あるお客様から、当ホテルで飲んだというカクテル『シンガポール・スリング』のリクエストを頂いたが、肝心のオリジナルレシピがもう無いため、考案として試飲をお願いしたい」と声をかけられる。キャンベルは言われるがままに飲みながらあれこれ意見を述べていくと、彼は御礼としてブラントが支払いのサインを非常に嫌っていたことと悪ふざけ好きなこと、そして一風変わった楽天的平和主義だったため、あの日はそれで誰かと口論していたらしいことを告げると、ブラントの飲み仲間だというトムソン元准将を紹介する。トムソンによるとブラントの口論相手はリチャード・パーカー大尉で、彼は昨日の昼過ぎから地元の実業家達を相手に、日本軍にスパイ養成機関ーD機関ーが設立されたという噂を理由にシンガポール防衛ライン建設のための労働者提供を訴えていたが、ブラントを筆頭に全員から一笑されたのだという。それを聞いたキャンベルは、あの日ブラントはジュリアに振り払われた所を偶然パーカーに見られ、さらに英国人のプライドを傷つけられたことから口論となり、揉み合いの末に死亡して転落死したように偽装されたのではないかと仮説を立てる。そしてパーカーの元へ赴き彼を問い詰めると、軍人としてシンガポールに侵攻するであろう日本軍の脅威に備えなくてはならないからそんなことに構ってる暇はない。と一蹴する。そこでキャンベルがブラントが倒れていた場所でパーカーの指紋がついた万年筆を見つけたことを話すと、彼は茫然としたままキャンベルがあらかじめ待機させていた警官に連行されていった。そして警察署で観念したのかキャンベルの仮説通りの証言をし、ジュリアは晴れて無罪放免となりキャンベルは安堵した……のだが、彼女を待っている間に子供のゴムボールを使った悪戯に出くわした途端、頭を殴られたような衝撃を受ける。
トムソンによれば “サイン嫌い” のブラントは、支払いの時になると必ず『死んだふり』をして免れていたという。もしかするとあの日パーカーを見かけた彼は、悪戯心からわざと昼間の件を蒸し返して喧嘩をふっかけ、ゴムボールを使って『死んだふり』をし、逃げ出したパーカーが後で戻って来ると消えていた遺体に動揺し慌てふためく姿を柱の陰から眺めてからかってやろうと企んだ。しかし当の彼はなかなか戻って来ず、入れ代わりにやって来たジュリアに自身の存在を悟られないためか、はたまた共犯を持ちかけたかったかで腕を掴むも彼女は恐怖から咄嗟に振り払ってしまい、ブラントは転落死してしまったのではないか？そこまで考えたキャンベルは同時に、あの仮説が本当に自分が思いついたものだったのか疑問を持つ。領事館付武官とはいえ無能に等しい自分があそこまで考えつくなど到底ありえない。まるで誰かに答えを誘導されたようだ。その時脳内に浮かんだのはあのバーテンダーとの会話だった。さらに自分がカクテルを試飲した時の意見､「シンガポール・スリング」という名前、グラスを磨いていた時の動作などが尽く今回の仮説と一致していることに気が付き、最早顔を思い出せないあのバーテンダーが実はD機関のスパイで、あの時パーカーが話していたことは全て本当のことであり、彼を排除するために自分は利用されたのではないかとキャンベルは疑念を抱く。しかし、釈放されたジュリアの姿を見た途端キャンベルは何もかもがどうでも良くなった。彼女を守るためならば何度でも真実に蓋をし、その結果としてこの楽園を失うことになっても構わないと、キャンベルは真っ先に自分の胸に飛び込んで来た恋人を抱きしめながら心に誓うのだった。
追跡
在日新聞記者のアーロン・プライスは、愛妻でベルギー人のエレンと仲睦まじく暮らしていた。しかし、その裏でアーロンは10年前より英国からのスパイとしても活動しており、現在はD機関の結城中佐について調べていた。町山という人物から入手した明治33年以降5年分の陸軍幼年学校の記録から、首席で入学したのにも関わらず退学している有崎晃という人間が結城であると睨み、その有崎家の執事をしていた里村という老人の元を尋ねる。
その里村が言うには晃は生前の有崎子爵の子として明治29年に屋敷に連れて来られ、その後厳しく育てられたという。その後、陸軍幼年学校に入った晃はある日、幼年学校の生徒達と喧嘩をしその時のやり方が陸軍軍人に相応しくないとして退学処分を受けてしまう。そして晃は英国に留学し、有崎子爵が亡くなるその時まで帰国せず、財産は遺言のとおり里村らに分配され、その後晃は再び英国へ帰国してしまう。
里村から晃が英国で公爵と呼ばれていることを聞かされる。公爵の英語読みである「Duke(デューク)」の頭文字は「D」であり、晃の英国での後見人であるマンスフィールド・カミング海軍大佐はMI6の生みの親であり英国のスパイマスターだった。自分と同じ人物に師事していたことに驚いたアーロンは、有崎晃が今の結城中佐だと結び付け本国へ暗号を発信していたが、その最中に陸軍憲兵隊に踏み込まれ現行犯で捕まってしまう。だが、本来は死刑であるはずのアーロンは釈放され自分が釈放された理由がわからないままであった。その後里村がアーロンの身元引受人として現れ、アーロンは長い間意識不明でやつれた晃を紹介される。里村が言うには欧州でオブザーバーとして参戦した戦いで敵軍の毒ガス攻撃により命は取り留めたもののそれ以降目を覚まさないという。そして国に援助を求めたが、軍人でないことを理由に拒絶され途方に暮れたところに、負傷しているある青年が現れ、援助する代わりに里村に晃の過去を調べに来た者が現れたら、アーロンに話したことと同じように話せと頼まれたとのことだ。その青年こそが結城中佐であり、有崎晃は今回のアーロンのように結城中佐の身辺を探る者が現れた際にそれを誘き寄せるための囮だったのではないかとアーロンは悟った。
その後アーロンは公園で途方に暮れ、自分が釈放された理由にたどり着く。それは10年もの間自分が集めた国内の協力者のリストであった。アーロンが憲兵隊に逮捕された時、壮絶な拷問を受けた彼は自害を考え、遺書を用意していたのだが、それはアーロンの死後にリストが英国大使館に渡るようにするため、リストの紙を遺書に偽装した物であった。そして釈放という形で自害は阻止され、遺書の紙は憲兵隊に紛れ込んでいたD機関員により回収されていたのである。任務が失敗したことを痛感し身の振り方を考えた時、アーロンの脳裏に浮かぶのはエレンの姿であった。『死に際に伴侶の顔が浮かんだスパイは引き時である』という師の言葉を思い出したアーロンは引退を決意し、戦争が終わったらベルギーに移住しようと考えるのであった。
暗号名ケルベロス
日本の技術者、内海脩はサンフランシスコからハワイ諸島を経由し日本へと向かう豪華客船朱鷺丸（ときまる）の船上で新聞のクロスワードパズルに興じていた。ある時、海面に大きな黒い影が現れ、朱鷺丸に迫る。多くの船客がそれをUボートではないかと考えて船上は騒然となり、一人が「ステイ（止まれ）」と叫ぶ声が聞こえたその時、影の正体がマッコウクジラであると判明し、船客達は安堵した。
騒ぎが治まるのを見届けた内海が自身の座っていた席へと視線を向けると、一人の老紳士が内海のクロスワードパズルを見ていた。老紳士はサンフランシスコで小さな貿易会社をやっているジェフリー・モーガンと名乗り、クロスワードパズルを見ると放置できなくなる性分だと自称する。そこで内海はジェフリーに手伝ってもらうことにし一緒に解いていく。最終的に答えは「エニグマ」であるとわかり、内海はドイツ軍が採用しているエニグマ暗号機の話を持ち出す。すると、ジェフリーはエニグマ暗号機の解読方法を提示した。そこで内海は日本海軍もエニグマ暗号機と同様の原理で作られた日本の機械式暗号である紫暗号を使用しているという事実を語り、ジェフリーが偽名でその本名はルイス・マクラウドという諜報機関に在籍しているスパイであり、以前は「ザ・プロフ」というコードネームで暗号解読に活躍していた事実を看破する。実はD機関員の内海は、結城中佐の命で母国の諜報機関に追われて日本に亡命しようとするルイスを来させないようにするため、彼が内地に降り立つ前に拘束し寄港先のハワイで下船させるという任務を受けていた。ルイスは内海がケルベロスなる者と思い込み殺そうとするが、彼の一枚上手な反撃により失敗する。
ルイス自身は整形をしており、その完成度は古い友人や家族でさえ見分けがつかなかったが、内海はある部分を見てルイスであると判断した。クロスワード自体もクロスワードが好きなルイスをおびき寄せる餌として用意された物だったのである。ところが、イギリス海軍の艦船が朱鷺丸に対して停船命令を下し、朱鷺丸は停船をする。
以前、ドイツの貨物船ゲルマニア号がアメリカに漂着し、イギリスとドイツがその船員の身柄を自国に引き渡すようそれぞれに強く要求するという出来事があった。そして朱鷺丸には出航直前になって乗船を希望してきたドイツ人船客が五十人以上存在していたのだが、その中に身分を隠したゲルマニア号の船員が密かに紛れており、それに気づいたイギリス海軍が船員達の身柄を拘束しに来たのである。それを見たルイスはここで自身の身分を明かせば内海を拘束させることができると勝ち誇った。一転して余裕の表情となったルイスはそこにあったグラスの飲み物を口にしてしまう。すると突然ルイスは苦しみ始めその場に倒れて死亡した。
内海はルイスの遺体をイギリス兵に発見させ、偶然居合わせた船客の突然死による無用な混乱を避けるために死体の番をしていたと主張。朱鷺丸の船員とイギリス兵による合同捜査が行われ、自分がそれに参加できるように誘導した。船医の所見によるとルイスの死因は毒殺であるという。内海は乗客リストから一匹の犬を見つけ自身の下へ呼び出し、ジェフリーの死亡したことの状況を明らかにする代わりに呼び出した犬フラテの飼い主である英国人のシンシア・グレーンとその娘エマの母娘と話す時間をもらうことに成功する。そして、内海がフラテの首輪の中にあった写真をシンシアに見せると、彼女は真実を話し始めた。
ルイスの飲み物に毒を盛った犯人はシンシアであった。彼女の目的はルイスへの復讐であり、そのためにケルベロスという暗号名でドイツのスパイとして活動していた。全ては夫の航海士レイモンド・グレーンが、ルイスの発案したエニグマ暗号解読のための策謀における捨て駒としてドイツ軍に殺され、よりにもよって彼の葬儀の日にその事実を知ってしまったことによるものであった。また、船上で「ステイ（止まれ）」と叫んだ船客もこのシンシアであった。これは鯨の影に驚いたからではなく、写真が隠されているフラテがルイスに近づいたからであるという。ルイスの写真をフラテの首輪に隠していたのは、内海が顔を変えたルイスを見破る決め手となったのと同じ部分である「耳の形」を確認するためであった。内海は写真を捨ててしまえば良かったと彼女に話すが、その写真はルイスの傍らに立つレイモンドが一番ハンサムに映っているものだから捨てられないという。そして、内海の顔立ちと雰囲気がどことなく夫に似ていたことと、彼もまた何らかの『秘密』を背負って生きているのだと見抜いたことを呟く。内海はその言葉から彼女の覚悟を聞き、エマを彼女から引き離すべくフラテと共にその場から連れ出す。その間にシンシアはイギリス海軍の船へと向かい自首をすることにした。シンシアが取り調べを受ける前に自害するつもりであることを悟った内海は、自分が謎を解いたことの責任を取り、エマとフラテを引き取りハワイで面倒を見ることを決意する。

### ラスト・ワルツ
ワルキューレ
ベルリン中心部のヴィルヘルム街。日本人俳優の逸見五郎は老舗ホテル、カイザーホーフで開かれた自身の主演する「スパイ」をテーマにした日独共同製作映画のお披露目パーティに参加していた。そこで声をかけられた内装屋の雪村幸一からサインを強請られたことをきっかけに、新作映画が高評価なこともあって独自の『スパイ自論』を冗談交じりに披露し、さらに冗談交じりで雪村をスパイだと発言するなど上機嫌であった。そして泥酔して大使館へ寄ったところ再び雪村と居合わせる。実は逸見から指摘を受けた雪村こそ、防共協定を締結しながらも情報戦にてドイツの後手に回されてきた本物の日本軍のスパイであり、任務の一つである『新日本大使館の “清掃” 』をしていた所だったのである。仕方なく彼は逸見をホテルへ送り届けようとした所へ突如何者かから植木鉢の襲撃を受けてしまう。翌日、そのお詫びとして逸見からドイツ最大の撮影所、“UFA (ウーファ)”『Universum Film AG』へ招待されるが、これは逸見にとって昨夜の口止めの意味もあった。実は、逸見は女癖の悪さからハリウッドにいた頃に様々なトラブルを起こしており、あの時落ちてきた植木鉢の花から、あちらで別れ話が拗れた女優キャシィ・サンダースが自分のあとを追ってきたのだと推測したのである。こうして雪村を手なずけるため雑談を交わしていると、そこへナチス宣伝大臣ヨーゼフ・ゲッベルスと、映画監督のレニ・リーフェンシュタールが現れ思わず硬直。ゲッベルスは撮影の大幅な遅れと予算超過、そしてこの場にいるはずのない幽霊 (ガイスト) の存在を指摘する。
翌日。ゲッベルスの指摘が気になっていた逸見は撮影が手につかなかった。あの時は咄嗟に出任せを言って彼を追い払ったが、一体何が気に食わないのが分からなかったのである。そもそも予算の超過も撮影の大幅な遅れも、逸見にとってはいい映画を撮るためには必要なことであってわざわざ指摘するようなものではないはず…そこまで考えた時、こちらで『親しくなった』女優、マルタ・ハウマンの存在を思い出し、彼女が実はゲッベルスの愛人で、逸見に奪われたくないがための牽制としてあんな遠回しな言い方をしたのだと解釈し、次回はマルタ・ハウマンを主演とした映画を作ることでゲッベルスの機嫌を取ろうと思い気を取り直した。一方、協力者とアンハルター駅で待ち合わせていた雪村は、受け取った駐独日本大使に関する聞き取り調書が書かれた通信文を読んだ際、大使自らがナチス側の歓迎により外交機密を自らぺらぺら喋ったにも関わらず、新大使館に設置されていた数多くの盗聴器という矛盾、そして例の幽霊 (ガイスト) 発言、その場に居合わせていた映画スタッフ達の表情と「ここじゃない」という一言、そして逸見が出鱈目な言い訳に使用した「白い人影が現れて、鏡の中にすーっと消えていく」という言葉が妙に引っ掛かり日本大使館に向かう。そしてあらかじめ仕掛けておいたタルカムパウダーを使った罠の先にいたのは、映画監督のフィリップ・ランゲだった。
今日ナチスでは、高利貸しのイメージが強いユダヤ人に対して『失業やハイパーインフレは全てユダヤ人のせい』だとする無理矢理な箔をつけた迫害が巻き起こっており、映画界でも多くの優秀なユダヤ人スタッフがこの迫害に追いやられていた。その中でランゲはゲッベルスに才能を買われ、ナチスを礼賛する映画を撮ることを条件に「特別待遇」を受けていたが、その撮った映画がゲッベルスの怒りを買い、打って変わってゲシュタポにランゲの逮捕を命じたという。そこへたまたま居合わせていたウーファの映画スタッフの一人が慌ててランゲに連絡を入れ、最初はスタッフ達の元を転々としていたが日々狭くなるゲシュタポの包囲網にはそれさえ危なくなり、そこで一人のスタッフの伝を頼り、当時まだ建築中だった日本大使館に密かに隠し部屋を作ってランゲを匿わせたのだった。あの大量の盗聴器と超過した予算は全て彼のために使われていたのである。
後日、逸見の元には予算超過に関することで何者かからの脅迫状が届いており、やって来た雪村に見られてしまう。雪村は「友好国である日本人に手荒な真似はしないはずだから、今すぐ警察に届けるべき」だと主張するが、逸見は必死に拒む。実は脅迫の証拠としてマルタ・ハウマンとの関係を示唆する写真が同封されており、これがゲッベルスに知れ渡ることを恐れていたのである。すると、雪村は脅迫文から相手がソ連のスパイだと分析し、自分は日本のスパイで、この事件を自分達で解決しようと持ちかける。そして、ソ連スパイの目的が逸見を利用したヒトラー総統の暗殺だと仮説し、途中で隠していた拳銃を手に、接触場所として指定されていたウルバン荷揚げ場に向かう。まるで映画のような目まぐるしい展開に戸惑った逸見は、全ては偽物だったのではないかと問いかけた矢先に突如銃撃戦が始まり雪村が負傷してしまう。逸見がすっかり混乱し半泣きになり動けなくなり、雪村が彼に託していた銃を持って近くの爆薬に火をつけようと路地に飛び込んだ途端、今度は夜空に何発もの花火が打ち上がる。そしてそのまま呆然としていた逸見はゲシュタポに連行されて自分が見聞きした全てを洗いざらい打ち明け、最後に雪村がスパイだったことを告げると、尋問官から爆発で吹き飛んだらしき遺体を見つけたことを聞かされる。確認のため死体置き場に向かった逸見はあの負傷の時に見た三日月型の傷跡と同じものを見つけ彼だと確信し、その後ゲッベルスから不問にするという報告を告げられ追い出された。そして今度はアルゼンチンに渡ることを決め、気を切り替えて歩き出した。
その頃、本物の雪村は協力者から目立つ騒ぎを起こしたことを咎められつつ新たな偽装経歴を受け取っていた。逸見が確認した遺体は雪村があらかじめ協力者に頼んで調達した別人で、偽装した傷跡をわざと見せることで逸見を欺いたのだ。あの日、フィリップ・ランゲのナチスの非知性的かつ暴力的な本質をとらえつつ、娯楽性のある作品として作られた映画を見た雪村は彼の才能が失われるのが惜しくなり、彼を匿っていた映画スタッフ達と協力してあのような映画顔負けの派手な “スパイごっこ” を自作し、混乱に乗じてランゲをトラックの荷台の木箱に紛れ込ませ脱出させたのだった。幸村はランゲこそが映画芸術で美の女神 (ワルキューレ) に愛された真の勇者なのだろうと考えつつ「『面倒ごとになる前に逸見をドイツから引き上げさせろ』というそちらの指示に従ったまでだ」と言い返す。さらに、逸見がソ連のスパイについて必死に訴えた件と、この派手な騒動についてゲシュタポから報告を受けた宣伝省が各報道機関にどう報じさせるかでソ連に対する方針と対日政策が垣間見えてくるとも踏んでいた。そのために逸見が私的に使った分の映画製作資金を補填して帳簿を改ざんし、例のマルタ・ハウマンもゲッベルスに取り入るよう雪村が裏から誘導していたのである。そして、この一件で駐独日本大使がナチス側の人間盗聴器と化していること、引いては国内の大使任命権を持つ重要人物の身近は勿論、各同盟国の権力中枢にナチスドイツからのスパイが送り込まれていることも突き止めた。
実は雪村は、日本帝国海軍のスパイであり、伊号潜水艦による欧州航路の開拓を目的とした日本への極秘航海こそが真の目的だった。日本帝国陸軍 (D機関) スパイの協力者『マキ』はそのことを指摘し嘲笑いながら立ち去るが、軍人として覚悟は決めている以上は仕方がないこと、さらに、いくらD機関スパイ達が優秀であろうとも、日本はもはや手の施しようがない所まで来ている故にもはや状況を引っ繰り返すことは到底望めないという感想を雪村自身抱いていた。最後に彼は、日本に無事に帰れたら映画でも観に行こうかと呟き、一人四阿を後にしたのだった。
舞踏会の夜
紀元二千六百年記念式典の翌日、赤坂霊南坂にあるアメリカ大使館で久方振りに開かれた仮面舞踏会に出席した加賀美顕子は、友人の戸部山千代子からの指摘を受け、オペラグラスを片手に遠い昔の記憶に思いを馳せた。
千年の歴史を誇る旧清華公爵家当主・五條直孝の末娘として生まれた顕子は、幼い頃から五條家のしきたりや格式に縛られることに鬱屈していた。そして十四歳の秋に女学院の送迎に雇われていた抱えの運転手と駆け落ち騒ぎを起こしたのをきっかけに、十五歳になると夜な夜な家出をしてはダンスホールに入り浸る日々を繰り返していた。ある日、ダンスホールで知り合った友達の一人に売られて愚連隊に絡まれ逃げている所を二十代半ばの若い男（結城中佐）に助けられる。まるでダンスを踊るように顕子をエスコートした男に不思議な魅力を感じた彼女は再び会いたいと所望するも「軍務で国を離れるから無理だ」と断られてしまう。そこで顕子は名前を名乗らない彼を海底二万里の登場人物から『ミスタ・ネモ』と呼び、自分が大人になったら今度はちゃんとした音楽に合わせて踊って欲しいと約束した。
愚連隊の一件から顕子は夜遊びを控えるようになったが、客観視しているうちに規律のない世界での友情は貨幣価値と同等であることと、夜遊びで出会った彼等の言動は古いしきたりに縛られている華族階級の人々と変わらないのだと分かってすっかり失望し、少なくとも金銭目的で他人を売るようなことは無いし、女性は有利に立てないことさえ受け入れられれば特に気にする必要も無いということから、今度は『華族』という枠組みの中で奔放な行動をとっていった。それから暫くした後、顕子は父親から二十歳以上年の離れた加賀美正臣陸軍大佐との婚約を告げられる。男色家の噂があるという加賀美に『自分と似たもの』を感じ取った顕子は自ら父親に話を進めるよう働きかけ、結果として加賀美は五条家という後ろ盾により中将にまで出世し、中将夫人という肩書きを手に入れた顕子も加賀見や実家に迷惑をかけない範囲で遊び回っていた。
そして目まぐるしい時が過ぎる中、顕子は一度だけ夫の仕事部屋で『ミスタ・ネモ』の写真を見かけたことを思い出した｡『ミスタ・ネモ』と別れたあの日、彼を諦められなかった顕子は当時女学院で流行っていた「探偵」を雇って調べてもらった末に彼の死を知り、自暴自棄で加賀美との結婚を承諾していた。だが､『ミスタ・ネモ』が生きてると知ると彼女の中で唐突に『あの約束』が蘇る。大戦の火種がすぐそこまで迫るに伴い贅沢や装飾を自粛する声が高まる中､『約束』を果たせるのはこの舞踏会が最後だった。そして会場の音楽がワルツに変わった途端、目の前に長布をまとい黒いドミノを付けた男が現れた。直感で『ミスタ・ネモ』と分かった顕子は恭しく差し出された手を取り二人は踊り出す。悠久に続くかのようなひと時が流れていくが、その直後耳元で囁かれた言葉と『ある光景』に卒倒してしまう。
実は顕子が会場で探していたのは、軽井沢の秘密倶楽部で知り合った若い愛人・桐生友哉の姿だった。顕子は夫の書斎で『ミスタ・ネモ』の写真を見つけた後、再び「探偵」を雇って彼の周辺を調べてもらいＤ機関の存在を知ると、今度はスパイ活動に興味を持つようになり、その直後、桐生から持ちかけられたオペラグラス型の特殊カメラを使って加賀美が持ち帰る機密書類を写して来るというスパイ行為の勧誘に乗り、その書類を写したマイクロフィルムをチョーカーのペンダントヘッドに隠して持ってきていた。あの時。顕子の身に起こったのは『ミスタ・ネモ』こと結城の「二度とこんなことはなさらぬように」という忠告と、両脇を屈強な男に挟まれて会場を退出する桐生の姿だった。そしてチョーカーの中のマイクロフィルムは結城によって、オペラグラスも何者かに持ち去られていた。桐生が逮捕されればスパイ行為をしていた自分にも容疑がかかるに違いない。そもそも二十年前の『約束』をなぜ今更果たしに来たのか…そこまで考えた時顕子は、Ｄ機関を潰そうとしていた陸軍内の最右翼に夫の加賀美中将が関わっているらしいという「探偵」の話を思い出し、すべての出来事は結城中佐とＤ機関による加賀美中将を抑えるための対抗策であり、自分はあの日の『約束』に便乗して一連の計略に利用されたのではないかと考える。しかし、所詮顕子にとって桐生友哉という若い愛人もスパイの真似事も、かつての駆け落ち騒ぎや夜遊びと同じ「退屈を紛らわせるための一環」であり、その延長として少しばかり危険なことに手を汚すことはあれど、結局は身を守れる範囲の中でしか遊ぶつもりはない。だから、今までと同じく自分にまで事が及ぶことはこれからもないと結論づける。そしてそう自覚した十五歳のあの時から変わらない自分と同じように、世の中が変わるだけで人は変わらないのだと、顕子は自室の鏡台の前で一人皮肉げに笑うのだった。
パンドラ

アジア・エクスプレス
満鉄特急〈あじあ〉号に乗車していた大東亞文化協会満州支部事務員の瀬戸礼二は、在満ソ連領事館に勤務する二等書記官のアントン・モロゾフと待ち合わせをしていた。モロゾフはハルビンの夜の街でロシア人の踊り子に入れ上げていた所を、本当は満州国の首都新京での情報収集任務を受けたD機関員である瀬戸が脅迫を交えて "燃やした"  (協力者に仕立てた）人物で、三日前に彼から瀬戸あてに英字新聞を使用した緊急連絡法で、重要な機密情報を渡す代わりに大金を要求する通知が来ていた。瀬戸は同じく接触場所として指定されていた〈あじあ〉に乗り込むと、小型の鏡を使って挙動不審を隠さないモロゾフを監視し、彼が洗面所へ向かったのを確認してから数刻後に瀬戸が趣いて偶然居合わせた乗客を装って情報を交換する手筈だったのだが、待ち合わせ場所に行ってみると彼はおらず、隣の個室トイレを開けるとモロゾフが心臓麻痺を起こして死んでいるのを発見、さらに彼が所持していた情報が載っている筈の新聞が消えていた。実は二ヶ月の間で他にも瀬戸がソ連の内部情報提供者として掌握していた人物が立て続けに二人も同じ症状で亡くなっており、モロゾフを含む三人とも反逆者ユダを描いた『吊るされた男』のタロットカードを所持していたことから、スパイ殺しを主とするソ連の秘密諜報機関「スメルシュ」"スメルト・シュピオナム"（ロシア語で『スパイに死を！』の意）の仕業だと気づく。それは同時に、暗殺者は今もこの〈あじあ〉に乗っていることと、次の奉天駅で停車するまでの2時間の間、誰も列車を降りられないことを意味していた。
そんな中、瀬戸は訓練生時代に行われたフェンシング試合のことを思い出した。当時オックスフォード大学に留学していた彼は､『得体の知れない極東出身の東洋人』として英国人学生達から見下される日々を送っており、そんな連中を左利きを活用した独自のフェンシング捌きで片っ端から叩きのめしていた。なので訓練試合でも確実に勝利できると確信していたのだが、結城が対戦相手にその都度瀬戸の弱点を耳打ちしていたため、反対に完璧なまでに打ちのめされてしまった。それは瀬戸自身の自負心を傷付けると同時に､『人は得意分野に持ち込んだ時こそ､かえって致命的な失敗をおかす』という教訓を刻みつけた出来事だった。そうしてタロットカードを弄びながら食堂車にやって来た瀬戸は、共産主義革命のために平気で命を投げ出すソ連のスパイも皇国史観に凝り固まった日本軍連中と同じだと自嘲し、同時に「スメルシュ」の暗殺者をどう炙り出し、盗まれた情報をどうやって取り返すかなどといった動きが読めないソ連スパイの対策を考えていると、母親同士がお喋りで構ってくれないことと窓から見えるひたすら平坦な景色のせいですっかり退屈しきっていた三人の子供達が瀬戸の無意識下に行っていた手品に惹かれて集まっていた。カードと素顔を見られてしまった瀬戸はとっさにコインを使った他愛もない手品を披露して子供たちを手懐けると同時に、証拠の品であるカードを三人の記憶から消させた。そして、父親が満鉄で勤めているという年長の少年から〈あじあ〉について聞かされた際『あること』を思い出すと、それを利用するため子供達に「奉天駅で〈あじあ〉から降りて終点の大連に〈あじあ〉より先に着くにはどうすれば良いか？」というなぞなぞを出し､「君達が今から言う『特別任務』をやり遂げることが出来たら答えを教える」という話を持ちかける。それは「昨日か一昨日の新聞を読んでいる人物を一等客室の中から探し出し、目印としてその人物の足元に例のカードを置いてくる」という『任務』で、これは子供ならば狭い車内を歩き回っていても不自然に思われず、なおかつ素早く標的（ターゲット）を特定出来ると考えた瀬戸の「作戦」だった。そうして暗殺者を特定した瀬戸は、子供たちの報告から暗殺者が車掌に成りすましており、さらにモロゾフが共に亡命するために連れていた男装の踊り子の姿を利用して接触し殺害したと推測。また、以前《あじあ》で一等特別室の冷房装置のみが故障したトラブルが発生しており、それを日本スパイがあぶり出しに利用すると予測してくるに違いないと考える。そこであらかじめ一等車の通気口で相手を待ち構え、相手側と同じ武器を使って捕らえることに成功する。そして未だ謎に包まれた「スメルシュ」の全容を聞き出させるために終点の大連で踏み込む警察官の中にD機関の人間を紛れ込ませて暗殺者の身柄を回収する手筈を整えた。
そうしてモロゾフの新聞も無事回収した瀬戸は、最後に子供たちに出したなぞなぞの答えを教えた。その答えは瀬戸があらかじめ隠し連れてきていた伝書鳩のことで、各国のスパイが入り乱れ、電信による通信はすべて傍受、盗聴されていることが前提とされる満州ではまさにうってつけの通信手段だった。瀬戸は結城中佐や自分達D機関員が集めた情報が、陸軍内で上手く機能していない気をひしひしと感じており、既に戦争はすぐそばまで迫っていること、戦争が始まってしまえば自分達スパイは存在意義そのものが失われてしまうことを苦く思いつつも、自分達はやるだけのことをやるだけだと振り切り、天空に伝書鳩を放ったのだった。

## 登場人物

### ジョーカー・ゲーム
結城（ゆうき）
主人公の陸軍中佐。50代年配。常に無表情で感情を表に出さない。底知れぬ頭脳と冷淡にして冷酷な言動から「魔王」の異名で恐れられる。かつては優秀なスパイとして長年にわたり敵国に潜伏し日本陸軍に有益な情報を多くもたらしたが、彼を恐れた仲間の裏切りにより敵に捕らえられるものの、隙を見て敵の情報を盗みつつ脱走した。捕縛中に受けた拷問で片手を失い、現在は義手を付けている。
普段は右手に白い革の手袋をし杖をついて左足を引きずるような歩き方をしているが、歩行には何の問題もなく義手も左手であるなど、全てが敵（および味方）に対するフェイクである。
「追跡」にて陸軍幼年学校及び士官学校卒業生の名簿に『結城』という名が無かったことから、名前も偽装の可能性がある。
佐久間（さくま）
陸軍中尉。参謀本部からの監視役としてD機関に出向する。陸軍の規範から外れたD機関のメンバーの言動に憤慨するが、実力の高さを認識する。
その後、ゴードン邸捜索にて彼等と結城のヒントから暗号表の隠し場所を暴き出し、さらには武藤の真の狙いを突き止める。その実力を買われて結城からD機関への勧誘を受けるが断った。
三好（みよし）
D機関の訓練生。佐久間と共にゴードン宅の捜索を行う。当初は佐久間を見下していたようだが、彼の潔さと辣腕振りに感心する。
ジョン・ゴードン
アメリカ人スパイ。自宅に昭和天皇の御真影を飾るほどの親日家を装い周囲の目を誤魔化している。盗み出した暗号表をその真影の裏に隠していたが、一度目の武藤の時は簡単に目を欺くも二度目では佐久間によって暴かれてしまい『二重スパイ』という “教材” として身柄をD機関に拘束される。
武藤（むとう）
陸軍大佐。参謀本部所属。ゴードン宅の捜索に失敗したため、その責任をD機関と佐久間に押し付けようと画策する。迂闊にも料亭でそのことを漏らしており、それを結城に握られてD機関に多額の予算を算出せざるを得なくなる。
女将（おかみ）
佐久間と武藤が懇意にしている料亭「花菱」の女将。内偵調査に来た佐久間に武藤の様子と、隣室にいた客について話す。

#### 幽霊（ゴースト）
アニメではダブル・ジョーカーにキャラクター設定が統合されている。
蒲生 次郎（がもう じろう）
D機関のメンバー。横浜の「テーラー寺島」の店員に成りすまし、チェスの対戦相手としてグラハムと親密になり、身辺調査を行う。
アニメではD機関ではなく風機関のメンバーとして身辺調査を行い、協力者に仕立て上げた張を用済みと判断すると口封じとして殺害した。更に森島の口封じも試みるが失敗し逆に捕縛される。
アーネスト・グラハム
英国総領事。65歳。貧困家庭の出身で、英領インドで非合法な商売で財産を築き、さらに結婚によって貴族の地位を手に入れる。
ジェーン・グラハム
グラハム夫人。45歳。名門貴族の出身で、日本に対し嫌悪感を抱いている。夫の裏の顔については知らない。
張 大明（ちょう たいめい）
グラハムの執事。蒲生に賭博好きという弱みを握られ、協力者に仕立て上げられる。
アニメでは口封じと証拠隠滅のため蒲生に殺害されている。

#### ロビンソン
伊沢 和男（いざわ かずお）
D機関のメンバー。ロンドンで叔父が営む「前田倫敦寫眞館」を代理経営しているという偽装経歴を隠れ蓑に情報収集を行う。本物の伊沢は日本国内に在住しており、マークス中佐に知られていた。
ハワード・マークス
英国陸軍中佐。顔に大きな傷がある。英国諜報機関の指揮官（スパイマスター）で、過去に結城と面識がある。
フライデー
英国軍人。結城があらかじめ懐柔しておいたスリーパー（内部協力者）。詳細は『眠る男』の項にて。
外村 均（そとむら ひとし）
ロンドン駐在の新米外交官。セックス・スパイに籠絡され、伊沢に関する極秘情報を話してしまうが、それらは全て結城があらかじめ流しておいたものだった。

#### 魔都
本間 英司（ほんま えいじ）
憲兵軍曹。元特高刑事。三ヵ月前から上海憲兵隊に配属される。及川から内通者の捜査を任され、D機関の間接的協力により実態を暴く。
及川 政幸（おいかわ まさゆき）
憲兵大尉。上海憲兵隊分隊長。生真面目な性格と上海の治安維持で評価を得て、帰国後は昇進と横沢中将の娘との婚約が決まっている。しかし、そんな性格ゆえに予想以上の激務から心身ともに摩耗していき、そこへ取り締まり目的で入った違法賭博に魅了され、賭博資金を得るためにアヘンの横流しを行う。全てを知った本間から自首を進められ応じるものの、その直後共犯の吉野に殺害される。
吉野 豊（よしの ゆたか）
憲兵上等兵。及川の共犯者でアヘンの運び屋。恋仲だった少年を殺された復讐から、及川を殺害後自決する。
蝶の少年（ちょうのしょうねん）
及川が出入りしていた賭博場の給仕兼男娼。胸元に蝶々の痣がある。及川の世話係もしており、彼の依頼で宮田伍長を殺害後、証拠隠滅のために爆弾で殺害される。後に吉野は彼と恋人同士であったと語っている。
ジェームズ警部
共同租界の治安維持を司る租界警察の指揮官。抗日テロの検挙と排除には消極的で、及川の住居爆破についても、ろくに捜査することなく近くにいた物乞いが起こした偶然による事故だと決めつける。
涌井 光毅（わくい こうき）
憲兵本隊長。階級は不明。及川の住居爆破に使われた爆弾の出所調べを本間に命じる。
アニメには未登場。
宮田 伸照（みやた のぶてる）
憲兵伍長。憲兵隊倉庫から消えたアヘンの行方を調査中、及川が差し向けた少年によって銃殺される。
草薙 行仁（くさなぎ ゆきひと）
D機関のメンバー。任務に支障をきたす及川を排除するため、友人だった塩塚朔に成りすまし本間に協力する。

#### XX（ダブル・クロス）
飛崎 弘行（とびさき ひろゆき）
陸軍少尉。訓練中病気の新兵を庇うため上官に反抗し、軍法会議にかけられたところを結城にスカウトされる。
だが、百合子と出会った事で自分の中に人として捨てきれない部分があったことに気付き、事件解決後陸軍に戻っていく。
カール・シュナイダー
ナチス・ドイツとソ連の二重スパイ。新聞記者として日本で情報収集を行う。奔放な女性関係など人目を引く行動をとり、周囲を欺いていた。ミヨコと関係を持ったことが原因で百合子の嫉妬を受け毒殺される。
アニメではさらにイギリスとも関係を持つ三重スパイという肩書きが追加され、その面で協力者でもあったミヨコに殺害されている。
野上 百合子（のがみ ゆりこ）
シュナイダーの恋人。彼の紹介で劇団員として活動している。自由主義的思考を持ち、シュナイダーの奔放な女性関係を許容していた。だが、親友のミヨコと関係を持ったことだけは許せず、嫉妬心からシュナイダーを毒殺する。
安原 ミヨコ（やすはら みよこ）
百合子が所属する劇団の後輩で親友。彼女とは役を争う仲。シュナイダーとひそかに密通していた。
アニメではさらにシュナイダーとソ連側のスパイとしても協力関係にあり、彼の裏切りを知った事から殺害に至っている。
西山 千鶴（にしやま ちづる）
飛崎が幼少期の頃、親代わりとなって面倒を見てもらっていた農家の女性。飛崎は「ちづねぇ」と呼んでいた。結婚後まもなく胸を病んで亡くなっている。
容姿が百合子に似ている様子。

### ダブル・ジョーカー

#### ダブル・ジョーカー
風戸 哲正（かざと あきまさ）
陸軍中佐。陸大出身の天保銭組。
D機関に対抗するべく、陸軍軍人のみで形成され、必殺を信条とする諜報機関『風機関』を結成する。 だが、己を過信し過ぎたが故と些細な見落としからD機関の罠にはまり敗北する。
アニメでは自害したと思われる描写がある。
阿久津 泰政（あくつ やすまさ）
陸軍中将｡ “剃刀” のあだ名で知られる帝国陸軍のナンバー2。風機関をD機関と競わせるため､『統帥綱領』の一件を風戸に依頼する。
森島 邦雄（もりしま くにお）
D機関のメンバー。半朝鮮人という警報装置を兼ねた偽装経歴を使い、白幡邸の書生として潜入する。
白旗 樹一郎（しらはた きいちろう）
英国大使を務めたこともある元外交官。公の場で平然と三国同盟に異議を唱えて軍部の不興をかい、伊豆の別荘に蟄居させられている。
知人である陸軍幹部に会いに行った際『統帥綱領』を盗読し、常人離れした記憶力で一度見ただけのそれを全て暗記したばかりか独自にメモまで作成しており、結城を唸らせている。
山出しの女中（やまだしのじょちゅう）
風機関員達が泊まっていた旅館に勤めていた女中。
早々に風戸達が軍人だと見抜いていた上に、白幡邸の内事情についても知っていた。
アニメでは「お春さん」という名がついている。

#### 蝿の王
脇坂 衛（わきさか まもる）
前線部隊にある野戦病院を預かる陸軍軍医。
共産主義者だった兄・格に感銘を受け、医大に通い軍医となる傍ら､ “K” と接触してモスクワのスパイとなり､『ワキサカ式』と呼ばれる独自の情報伝達方式をあみ出す。
だが、その『ワキサカ式』の欠点からD機関に目をつけられ、自分がスパイだと言う “偽証の自白” を受ける。
藤丸（ふじまる）
前線慰問団の一つ「わらわし隊」に属する漫才コンビ「藤木藤丸」の片割れ。脇坂に『笑わぬ男』について教える。
小野寺（おのでら）
脇坂が所属する前線部隊の部隊長。脇坂とはしばしば酒を酌み交わす仲。
西村 久志（にしむら ひさし）
D機関のメンバー。脇坂と接触をはかるために入隊一年目の陸軍二等兵という偽装経歴の上に、自ら左腕を撃って擬傷を施していた。
片岡 誠（かたおか まこと）
陸軍大尉。陸軍省主計課勤務。脇坂が “K” と呼ぶ左翼運動家。
脇坂 格（わきさか いたる）
脇坂の五つ上の兄。京都帝国大学法学部に在籍中、治安維持法違反で特高に逮捕され、拷問の末に留置所で肺結核に罹り亡くなる。共産主義に関する書籍やノートを多数遺していた。

#### 仏印作戦
高林 正人（たかばやし まさと）
中央無線電信局に勤める民間人。視察団の一人として仏印に出張するが、そこで詐欺一味に利用されそうになる。
永瀬 則之（ながせ のりゆき）
詐欺一味のリーダー。神楽坂で芸者をしている妹からの情報で、D機関に所属する陸軍少尉と偽り高林に接触。偽の暗号電文を使って援蔣物資の横取りを目論んでいた。だが、直前になって全てのからくりに気付いた高林の告発により、仲間共々待ち構えていた日仏合同憲兵隊に逮捕される。
イエン
高林がダンスホールで知り合い同棲していた女性。名前は「燕」という意味。
正体は詐欺一味の一人で、通信電文を手に入れるために永瀬が高林に接触させていた愛人。高林の告発により、待ち構えていた日仏合同憲兵隊に逮捕される。
レイモンド
仏印郵便電子局に勤めているフランス人通信士。永瀬に言葉巧みに言いくるめられ、詐欺一味に加わっていた。高林の告発により、待ち構えていた日仏合同憲兵隊に逮捕される。
土屋 昭信（つちや あきのぶ）
陸軍少将。仏印視察団団長。一連の事件について、どこか傍観しているようなそぶりを見せる。
ガオ
D機関のメンバー。華僑とタイ人の混血を自称している地元の商人の偽装肩書きを装い、詐欺一味の存在を高林に嗅ぎつかせる。

#### 柩
ヘルマン・ヴォルフ
ドイツ軍大佐。貴族階級出身。
22年前､「魔術師」と呼ばれていたスパイ時代の結城を捕らえるものの、尋問の最中彼の奇策により右目を負傷、以後は黒い眼帯を付けている。その後、再び彼を捕らえるべく真木の遺体を利用して躍起になるも、二度にわたって出し抜かれる。
原作では灰色の眼だが、アニメではアイスブルーに変更されている。
ヨハン
ヴォルフの秘書。19歳。スパイに対して懐疑的な様子を見せる。アニメでは副官に変更され、バウアーという名字と共に年齢の引き上げと中尉の階級が与えられている。
オットー・フランク
列車事故の現場付近でこそ泥をしていた男。真木の遺体からマッチと財布を盗み出していた。そのことでヴォルフから詰問を受けた末に、列車事故を起こした犯人として偽造されゲシュタポに送られる。
真木 克彦（まき かつひこ）
D機関のメンバー。美術商を装いドイツ内でスパイマスターをしていた。引き継ぎ情報を手渡し終えた矢先、列車事故で身体を鉄骨に貫かれて死亡する。
ギュンター・カイツ
ドイツ軍少将。国防軍情報部リーダーで、22年前、陸軍中尉だった頃のヴォルフの上司。
魔術師（まじゅつし）
22年前、ヴォルフが捕らえた日本人スパイ。若かりし頃の結城その人。激しい尋問の中、隙を見て手榴弾を奪い、左手を犠牲にして生き延びる。

#### ブラックバード
仲根 晋吾（なかね しんご）
D機関のメンバー。二重の偽装経歴を使ってクーパーの個人秘書となり、彼の娘と結婚して家庭を築きつつ、その傍らでロサンゼルス内に日系人協力者網を広げていく。だが、ふとしたきっかけで再会した異母兄の蓮見に気を取られすぎて、日本軍の真珠湾攻撃の情報に気づかず拘束される。
マイケル・クーパー
ロサンゼルス郊外にある大規模な石油プラント工事のオーナー。最初は苦学生の仲根と娘・メアリーの交際に猛反対していたが、アメリカ人の富豪によくある貴族階級への羨望から、彼の『財閥の一人息子』という二重経歴に食いつき結婚を承諾する。
メアリー・クーパー
クーパーの末娘。仲根とはバードウォッチングをきっかけに知り合い、一年前に結婚する。
ジョナサン・クーパー
仲根とメアリーの息子。
蓮見 光一（はすみ こういち）
ワシントンの日本大使館配属の二等書記官。仲根の異母兄。情報担当官同士として仲根に接触し、二重スパイのあぶり出しを依頼する。しかし、仲根が依頼に奔走している間に勤務先での吐血が原因で死亡する。D機関メンバーではないが、ある種、彼等に近い才能を持っていた様子。
仲根が3. 4歳の時に一度だけ顔を合わせているが、当人が気づくことはなかった。

#### 眠る男
サム・ブランド
英国陸軍伍長｡『ジョーカー・ゲーム』収録「ロビンソン」に登場する "フライデー" その人。妻を早くに亡くし、養母の助けを借りながら娘のエリーを育ててきたが、彼女の心臓治療にかかる莫大な費用のため結城に協力する。
エリー・ブランド
ブランドの一人娘。母親のセイラと同じく心臓に疾患を抱えている。
養母（ようぼ）
ブランドの養母。セイラの母親でエリーの祖母。ブランドが仕事にいっている間、エリーの面倒を引き受けている。
セイラ・ブランド
ブランドの妻。心臓に疾患があり、エリーを出産後亡くなる。
アンクル・ニック
ブランドの小父。エリーの莫大な治療費を肩代わりしてくれた。時おり絵葉書を送ってくれるが、ブランド自身は一度しか会ったことがない。
正体は結城。

### パラダイス・ロスト

#### 誤算
島野 亮佑（しまの りょうすけ）
D機関のメンバー。日本人留学生という肩書きを隠れ蓑にしてフランスに潜入する。任務の最中記憶喪失に陥るが、潜在意識を駆使して乗り切る。
アラン・レルニエ
レジスタンスのメンバーであり指導者。老婆を救おうとしてドイツ軍と小競り合いになった島野を助け出す。不可思議な言動を見せる彼を訝しみつつも一時的な仲間に迎えようとする。
マリー・トーレス
レジスタンスのメンバー。メンバー内では紅一点。アランと同じく島野を一時的な仲間に迎える。
アニメではジャンではなく彼女が対独協力者（コラボ）のスパイであり、その理由も自身と家族を守るためであった。
ジャン・ヴィクトール
レジスタンスのメンバー。小型の拳銃を一つ調達していた。島野に懐疑的な態度をとる。
マリーに振られた腹いせと、彼女とアランの仲を懸念したことから対独協力者（コラボ）のスパイとなっていた。記憶を取り戻した島野に圧倒され、身柄をアラン達に引き渡される。
アニメでは対独協力者（コラボ）のスパイではなく、身柄もアラン達に引き渡されていないが、マリーを愛しており彼女のために小型拳銃で島野を殴打した。
老婆（ろうば）
自宅を占領したドイツ軍に対し暴言を吐いていたフランス人老婆。島野がアラン達レジスタンスに接触するため、あらかじめ暗示をかけていた。

#### 失楽園
マイケル・キャンベル
米海軍士官｡「ラッフルズ・ホテル」の宿泊者。
ロビーで見かけたジュリアに一目惚れし、熱烈に口説き落として恋人にする。しかしその後、偶然から容疑者になってしまった彼女を助けるため、事件解決に奔走していた所をD機関に利用される。
ジュリア・オルセン
「ラッフルズ・ホテル」の宿泊者。キャンベルの恋人。鉱山技師をしているデンマーク人の父とシャム人の母をもつハーフ。
事故とはいえブラント転落死事件の真犯人だったが、D機関に利用されたキャンベルの奔走により釈放される。
バーテンダー
D機関のメンバー｡「ラッフルズ・ホテル」にあるロング・バーのバーテンダーとして潜入する。
日本を警戒するパーカーを追い出すため、カクテルの試飲という名目でブラントに彼が犯人となるよう「偽の仮説」を吹き込み、なおかつパーカーの指紋を写した万年筆を偽の証拠として提出させる。
ジョセフ・ブラント
英国人実業家｡「ラッフルズ・ホテル」の宿泊者｡
極度の悪ふざけ好きで “サイン嫌い” かつ酒癖が悪く、常連客からは敬遠されていた。
悪戯心からパーカーにわざと喧嘩をふっかけ、倒れた際脇にゴムボールを挟んだ『死んだフリ』をして狼狽する彼をからかってやろうと思っていたが、パーカーが立ち去った直後にやって来たジュリアにふとしたはずみから突き飛ばされ転落死する。
リチャード・パーカー
英国陸軍大尉｡「ラッフルズ・ホテル」の宿泊者。現実主義者で日本を警戒していた。
悪戯とは知らずにブラントを口論の末に殺害してしまったという思い込みを利用され、D機関の策略とキャンベルにより偽の犯人に仕立てあげられる。
トムソン
元英国海軍准将｡「ラッフルズ・ホテル」の宿泊者。キャンベルにブラントの悪ふざけ振りと、口論相手のパーカーについて教える。

#### 追跡
アーロン・プライス
英国秘密情報部のスパイ。新聞記者に偽装し、親日家として日本を友好的に紹介する記事を書きつつ、裏では密かに結城について調べていたが、D機関の罠にはまり情報網を奪われ引退する。
里村（さとむら）
有崎家の家令。アーロンの訪問取材を受け、有崎子爵と晃について教える。しかし、彼がアーロンに話した経歴は、晃の診療所斡旋と治療費肩代わりのため、結城があらかじめ吹き込んでおいた偽装経歴だった。後に憲兵に捕まったアーロンの身元引受け人となる。
有崎 晃（ありざき あきら）
有崎子爵が突然連れて帰って来た子供。子爵から一身に英才教育を受けて育ち、優秀な成績で陸軍幼年学校に入学するが、生徒間の喧嘩が原因で退学する。その後欧州をまわった後、戦場を訪れた際、敵側の毒ガス攻撃に巻き込まれ昏睡状態となる。
最初は結城の正体だと思われていたが、結局は彼の素性の隠れ蓑に使われていただけだった。
有崎 直哉（ありざき なおちか）
元帝国陸軍少将で子爵の称号を持つ、武家上がりの勲功華族の一人。
ある日連れ帰った少年に、晃と名付けて熱心な英才教育を施し育てるが、最後まで自分の戸籍に入れることはないまま死去し、爵位は返還される。
エレン・プライス
アーロンの妻。29歳のベルギー人。
年齢が離れているせいか甘やかし気味であり、子供っぽい言動が多い。夫がスパイであることは知らない。
マンスフィールド・カミング
海軍大佐。英国秘密情報部の初代機関長（スパイマスター）。
晃の後見人かつアーロンの師匠。

#### 暗号名ケルベロス
内海 脩（うつみ おさむ）
D機関のメンバー。日本の技術士という偽の肩書きを使って《朱鷺丸》に乗船し、マクラウドを日本に来させないように画策するが、直前になって当の本人が何者かに殺されてしまったため、犠牲を払ってでも事態の収束に奔走する。その結果、残されたエマとフラテを引き取る。
ルイス・マクラウド
英国秘密諜報機関の暗号専門スパイ。暗号名は “教授（ザ・プロフ）” 。クロスワードパズルが好き。
エニグマ暗号解読のために「庭仕事（ガーデニング）」という無防備な作戦をたてて多くの犠牲者を出し、そのことで反感を買って諜報機関を追い出され、整形してジェフリー・モーガンという名の貿易会社社長という偽装経歴を使って《朱鷺丸》に乗船し、新たな肩書きを求めて日本に降り立とうとしていた。だが、直後『ケルベロス』によって毒殺されてしまう。
シンシア・グレーン
《朱鷺丸》の乗客。レイモンドの妻でエマの母親。作戦に巻き込まれて命を落とした夫の復讐のためドイツのスパイとなり､『ケルベロス』という暗号名でマクラウドに接触し彼を毒殺する。そして、真相に気づいた内海に全てを話すとエマとフラテを託してイギリス軍に出頭する。その後、自殺を図ったような描写がなされている。(アニメでは生死不明)
エマ・グレーン
《朱鷺丸》の乗客。グレーン家の一人娘。父親の死因や母親の秘密を何も知らないまま、フラテと共に内海に引き取られる。
フラテ
《朱鷺丸》の乗客。グレーン家の飼い犬。シンシアがルイス発見の手がかりとなる、耳の形を確認するための写真を首輪の中に隠していた。全ての収束後、エマと共に内海に引き取られる。
レイモンド・グレーン
シンシアの夫でエマの父親。貨物船の一等航海士。マクラウドの無謀な作戦の犠牲となり、船と乗組員共々ドイツ軍に沈められてしまう。
容姿が内海に少し似ている様子。
原（はら）
《朱鷺丸》に乗っていた一等航海士。
クロスワードパズルを解いていた内海と居合わせ、その後悲鳴を上げたシンシアの相手をする。
湯浅（ゆあさ）
《朱鷺丸》の船長。イギリス軍艦が現れても怯まず毅然とした態度をとる。

### ラスト・ワルツ

#### ワルキューレ
逸見 五郎（いつみ ごろう）
日本人俳優。日独共同映画製作の監督も兼ねてドイツに招かれる。演技・技術力ともに優秀だが『女癖』が非常に悪く、そのせいで自ら立ち上げた映画製作会社を手放したほど。さらに映画製作向上のためとはいえ、資金の一部を私用に使っていた上にゲッベルスの「愛人」に手を出してしまう。
ひょんなことから雪村の任務と『ある作戦』に巻き込まれることになり、その後なんとか疑惑を不問にされ、ドイツを離れて南半球に渡ることにする。
雪村 幸一（ゆきむら こういち）
大日本帝国海軍のスパイ。建設中の日本大使館の内装屋という肩書きでドイツに潜入する。
資金流用でゲシュタポに目を付けられた逸見をドイツから引き上げさせるためと報道機関の掌握、そしてランゲを亡命させるために映画スタッフ達と手を組んで派手な『スパイ作戦』を決行する。だが、全ては潜水艦による欧州航路の開拓という真の目的からドイツ側の目を逸らすためだった。
ヨーゼフ・ゲッベルス
ナチス宣伝大臣。ナチス党では珍しい博士号を持つインテリ。党を目立たせるためあらゆるプランを考案し、ナチス政権の地盤を造った。ユダヤ人迫害を追従する典型的ドイツ軍人。また「良き家庭人」と称される傍ら、宣伝大臣の立場を利用して次々と女優達に関係を迫っているという逸見に負けず劣らずの女漁り人。
レニ・リーフェンシュタール
ナチスお抱えの映画人で男装の麗人。女優から映画監督に転身し、ナチス党大会を撮った映画を制作し、独自の映像的技法を確立した。一度すれ違っただけの雪村を覚えているなど、かなりの映像的記憶力をもつ。また、ゲッベルスの愛人とも噂されている。
フィリップ・ランゲ
ユダヤ人映画監督。ゲッベルスも認めるほどの才能の持ち主で「ナチス礼讃映画」を撮ることを条件に見過ごされていたが、その際撮った映画が原因で指名手配人となってしまい、逸見に携わっていた映画スタッフ達の協力によって日本大使館に隠れ潜んでいた。
その後、映画の出来栄えに感心した雪村が、彼らと共に発案した大掛かりな作戦によってアメリカに逃亡する。
マルタ・ハウマン
逸見がドイツで『親しくなった』北欧系の新進女優。ゲッベルスの愛人と噂されているが、実際は雪村が裏から彼に取り入るよう誘導させていた。
キャシィ・サンダース
逸見がハリウッドにいた頃『親しくなった』女優志望の女性。別れ話が拗れて二、三度殺されかけたため、彼がドイツへやって来た一因でもある。
マキ
D機関のメンバー。自身の任務の傍ら雪村に協力し、必要な情報を渡していた。
名前と時空系列から､『ダブル・ジョーカー』収録「棺」に登場する真木克彦と同一人物だと思われる。

#### 舞踏会の夜
加賀美 顕子（かがみ あきこ）
中将夫人。旧姓は五条。旧清華侯爵・五条直孝の三女。
幼少期から「姫（ひい）さま」と呼ばれ格式やしきたりばかりの生活に鬱屈し、十五歳以降は奔放な行動を繰り返していた。その後、結城に出会ったことがきっかけでスパイ紛いの危険な火遊びに耽るようになるが、それさえも彼女にとっては退屈を紛らわす『暇つぶし』の一環でしかなく、自分の身を守れる範囲内でしか遊ぶつもりもない自己愛主義者。
加賀美 正臣（かがみ まさおみ）
顕子の夫。彼女とは二十歳以上年が離れている。当初の階級は陸軍大佐で、結婚により五条家の後ろ盾を得た後は中将にまで出世し、“次期陸軍大臣有力候補” にまで上り詰める。
当人は男色家であり結婚は二度目。顕子とは「利害関係の一致」による結婚であり、夫婦間に愛情は全くない。
D機関を潰そうとしている陸軍内の最右翼。
桐生 知哉（きりゅう ともや）
D機関のメンバー。軽井沢の秘密倶楽部で顕子と接触し、年下の愛人となる。加賀美中将への抑圧のため顕子にオペラグラス型の特殊カメラを渡してスパイ行為への勧誘を持ちかけ、その後、結城と連携してわざと彼女の目の前で掴まり動揺を煽らせる。
戸部山 千代子（とべやま ちよこ）
男爵夫人。旧姓は大崎。顕子とは学習院女子部時代からの付き合い。
顕子が倒れたのとほぼ同時刻に、はしゃぎ過ぎから倒れて医務室で手当を受けていた。
ミスタ・ネモ
愚連隊に絡まれていた顕子を助け出した男。若かりし頃の結城その人。二十年後、かつての「約束」を果たすためと謙遜の忠告を兼ねて再び彼女の前に現れる。
ちなみに『ミスタ・ネモ』という名は、顕子が仮名として付けた呼び名である。

#### パンドラ
ヴィンター警部
ロンドン市内で起きた凶悪犯罪を次々解決した名警部。大戦争経験者でもある。ラーキンの事件で（間接的に）D機関の手を借りることになった上に行動を把握されていた。
ホプキンス巡査部長
スコットランド・ヤード犯罪捜査部に配属されたばかりの新人。ヴィンターの実力を尊敬しつつも、内心では彼の殺人事件に情熱と執念を傾ける姿勢を理解出来ないでいる。
ジョン・ラーキン
外務省勤めの下級官吏。自宅の浴室で手首を切って死んでいる所を住人達に発見される。真面目な勤務態度と容姿から職場の同僚達に「ハツカネズミ」と呼ばれていた。
オグデンの口車によって協力者となっていたが、仲間割れによって殺害される。その後、事件そのものは自殺として処理された。
サー・ウィリアムス
ヴィンターの戦友。現MI5。オグデンの身柄引渡しと同時にラーキン事件の自殺処理を命じる。
フレドリクス・オグデン
貿易商。正体はナチスの思想に染まったスパイで、外務省勤めのラーキンを協力者に仕立て上げる。だが、仲間割れによる過剰警告が原因で彼を追い詰めてしまい、揉み消しのため殺害するに至る。
パブにいた男
D機関のメンバー。殺されたラーキンの自室のドアチェーンに細工を施し、その後《葡萄と羽根亭》でヴィンターにトリックに関する用語を意識下に刷り込ませる。

#### アジア・エクスプレス
瀬戸 礼二（せと れいじ）
D機関のメンバー。大東亜文化協会満州支部事務員という偽装経歴のもと満州国の情報収集任務に就く。協力者のモロゾフと情報交換のため満鉄特急〈あじあ〉に乗り込むも当人をスメルシュに殺害されてしまったため、居合わせた子供達を利用して情報奪還と暗殺者の掌握に奔走する。
英国オックスフォード大学留学時代、自分を異端者扱いする英国学生達を得意の左利きを活用したフェンシングで叩きのめしていた。
アントン・モロゾフ
満ソ連領事館勤務の二等書記官。ハルビンの夜町で踊り子に入れあげていた所を瀬戸に掌握される。その後、彼女との亡命資金のための情報交換の最中、スメルシュの手によって暗殺される。
子供たち（こどもたち）
瀬戸の手品に惹かれて集まって来た3人の子供（兄弟と従兄弟）達。兄弟の父親は満鉄に務めている。大連までの家族旅行中、母親達が構ってくれないことにより暇を持て余したところを、瀬戸によって狭い列車の中で暗殺者をあぶり出すため、知らずに利用される。
暗殺者（あんさつしゃ）
スメルシュの暗殺者。車掌を殺害し服を奪って成りすまし、モロゾフと共に乗車していた踊り子の姿を利用して彼を殺害するが、瀬戸の戦略により捕らえられる。
踊り子（おどりこ）
モロゾフが入れあげていたロシア人の踊り子。共に亡命するため男装して〈あじあ〉に乗り込んでいた。
アニメでは「エレーナ」という名がついており、スメルシュの協力者という設定が追加されている。
子供たちの母親（こどもたちのははおや）
3人をほっぽり出してお喋りに夢中になっていた母親姉妹。
アニメでは着物の女性（姉）が兄弟、洋装の女性（妹）が従兄弟の母親と棲み分けがされている。

## 漫画
霜月かよ子作画でコミカライズされ、『ビッグコミックスピリッツ』（小学館）にて2009年6・7号（1月5日発売号）より「Dの魔王 〜ジョーカー・ゲーム〜」というタイトルで連載が開始され、後に『月刊!スピリッツ』（同）に連載誌が移動となる。2014年より映画版とのタイアップとして『ビッグコミックスピリッツ』で再開。
アニメ版を「ジョーカー・ゲーム THE ANIMATION」というタイトルでコミカライズ。仁藤すばる作画で『月刊コミックガーデン』（マッグガーデン）に2016年3月号より連載が開始された。
掲載情報
- Dの魔王 〜ジョーカー・ゲーム〜（『週刊ビッグコミックスピリッツ』2009年第6・7合併号 - 第11号、全5話）
- 幽霊（『週刊ビッグコミックスピリッツ』2009年第17号・第18号、全2話）
- ロビンソン（『月刊! スピリッツ』2009年10月号 - 2010年1月号、全4話）
- 魔都（『月刊! スピリッツ』2010年2月号 - 同年4月号、全3話）
- XX（『月刊! スピリッツ』2010年5月号 - 同年7月号、全3話） 小説とは結末が異なる。
- ジョーカー・ゲーム（『週刊ビッグコミックスピリッツ』2014年第51号 - 2015年8号、全8話）
- ジョーカー・ゲーム THE ANIMATION（『月刊コミックガーデン』2016年3月号 - 2017年2月号、全23話）

## 書誌情報

### 小説
単行本
- 柳広司 『ジョーカー・ゲーム』 角川書店→KADOKAWA、既刊4巻（2015年1月17日現在）
  1. 「ジョーカー・ゲーム」2008年8月28日発行（同日発売[3]）、ISBN 978-4-04-873851-4
  2. 「ダブル・ジョーカー」2009年8月26日発行（同日発売[4]）、ISBN 978-4-04-873960-3
  3. 「パラダイス・ロスト」2012年3月23日発行（同日発売[5]）、ISBN 978-4-04-110138-4
  4. 「ラスト・ワルツ」2015年1月17日発行（同日発売[6]）、ISBN 978-4-04-102137-8

文庫版
- 柳広司 『ジョーカー・ゲーム』 角川書店→KADOKAWA〈角川文庫〉、既刊4巻（2016年3月25日現在）
  1. 「ジョーカー・ゲーム」2011年6月23日発行（同日発売[7]）、ISBN 978-4-04-382906-4
  2. 「ダブル・ジョーカー」2012年6月22日発行（同日発売[8]）、ISBN 978-4-04-100328-2
  3. 「パラダイス・ロスト」2013年6月21日発行（同日発売[9]）、ISBN 978-4-04-100826-3
  4. 「ラスト・ワルツ」2016年3月25日発行（同日発売[10]）、ISBN 978-4-04-104023-2

### 漫画
- 『Dの魔王 〜ジョーカー・ゲーム〜』 小学館〈ビッグコミックス〉、全3巻
  1. 2009年8月28日発売[11]、ISBN 978-4-09-182570-4
  2. 2010年3月30日発売[12]、ISBN 978-4-09-183075-3
  3. 2010年7月30日発売[13]、ISBN 978-4-09-183280-1
- 『ジョーカー・ゲーム』 小学館〈ビッグコミックススペシャル〉、全1巻
  1. 2015年1月19日発売、ISBN 978-4-09-186840-4
- 『ジョーカー・ゲーム THE ANIMATION』 マッグガーデン〈ブレイドコミックス〉、全5巻
  1. 2016年5月10日発売[14]、ISBN 978-4-8000-0572-4
  2. 2016年10月8日発売[15]、ISBN 978-4-8000-0621-9
  3. 2017年4月10日発売[16]、ISBN 978-4-8000-0675-2
  4. 2017年10月10日発売[17]、ISBN 978-4-8000-0721-6
  5. 2018年3月10日発売[18]、ISBN 978-4-8000-0751-3

### 公式副読本
- KADOKAWA（編） / 柳広司（企画協力）『ジョーカー・ゲームの謎』 KADOKAWA〈中経の文庫〉
  - 2015年1月20日発行（2015年1月19日発売[19]）、ISBN 978-4-04-600386-7

## 映画

### あらすじ
ある日、仲間をかばい誤って上官を殺してしまった陸軍士官の青年の銃殺刑が執行されようとしていた。しかし、執行直前の刑場に陸軍の結城中佐が現れ、青年の身柄を引き取った。結城中佐は命を助ける条件として、自身が創設したスパイ組織・D機関への参加を持ち掛け、青年はこれを受け入れた。青年は他のメンバーと共に過酷な訓練を受け、スパイとしての素質を開花させていく。
青年がD機関に所属して暫く経った頃、結城中佐は参謀本部の武野大佐に呼び出され、新型爆弾の製造法が書かれた極秘書類・ブラックノートの奪取を命じられる。ブラックノートはドイツからアメリカ大使アーネスト・グラハムの手に渡り、2週間後にはアメリカ本国に引き渡されることになっていた。武野大佐はD機関に奪取を命じる一方、憲兵隊を使い先にブラックノートを手に入れ、疎ましく思っていたD機関を解体に追い込もうと画策していた。結城中佐はブラックノートの任務を青年に一任し「嘉藤次郎」の偽名を与え、グラハムが赴任している国際都市・虹楊(Hung Yang)に派遣する。
虹楊に到着した嘉藤は、写真屋に成りすましグラハムに近付いた。そこで嘉藤は、グラハム邸で働くリンに目を奪われる。数日後の夜、嘉藤はグラハム邸に潜入し金庫から手帳を見つけ出すが、手帳はブラックノートとは別物だった。その場を後にしようとする嘉藤は、グラハムに襲われていたリンを助け出す。収穫のなかった嘉藤は任務のメンバー小田切・実井に叱責されるが、「目星は付いている」として、グラハムの退任パーティーに潜入する。
グラハムの書斎からブラックノートのデータが写っているネガを発見した嘉藤はグラハム邸を後にしようとするが、そこに英国諜報機関のキャンベルが現れネガを奪おうとする。運良くリンが現れたためキャンベルはその場を逃げ出し、嘉藤は小田切・実井との合流地点に向かう。しかし、嘉藤を追って来たリンにネガを奪われてしまい、2人を追って来た英国諜報機関から逃れるためリンを見失ってしまう。小田切・実井との合流地点に到着した嘉藤は、リンから取り返したネガを取り出し、街から離れようとする。しかし、目の前でリンが英国諜報機関に捕まり、また、小田切・実井が乗っていた車が爆破され、混乱に巻き込まれた嘉藤は英国諜報機関に捕まってしまう。
英国諜報機関のアジトに監禁された嘉藤は、ハワード・マークス中佐から尋問を受ける。隣の部屋ではリンが拷問を受けており、嘉藤は彼女を救うため、「英国に寝返る」と告げる。マークス中佐は嘉藤に偽情報を打電させ、彼を牢屋に連行させた。嘉藤は牢屋を抜け出し、スリーパーの協力を得てアジトを脱出しようとするが、リンを助けるため拷問部屋に戻る。マークス中佐から待ち伏せを受けた嘉藤は命を狙われるが、リンの機転でその場を脱出し、救助を待つためアジトの屋上にある時計台に向かう。2人は時計台でマークス中佐に追い詰められるが、事前に仕掛けた火薬が爆発した混乱に紛れ脱出に成功する。
結城中佐はブラックノートを手に参謀本部に報告に訪れた。「新型爆弾製造には莫大な予算が掛かる上に成功する確率が1%以下」という事実を知ると、結城中佐の理解者の笹原大佐が奪取を命じた武野大佐の責任を追及する。武野大佐は批判を避けるためD機関に責任を押し付けようとするが、結城中佐は「武野大佐がブラックノート奪取のためにグラハムを殺害しようとしていた」「軍上層部や政府を軟弱呼ばわりしていた」という事実を暴露し、公表を控えることと引き換えにD機関の存続と多額の予算を手に入れる。
任務を終えた嘉藤は、爆死を免れた小田切・実井や救助に現れた三好と共にリンを連れて日本に戻ろうとするが、そこに英国諜報機関が現れる。車に乗り込む嘉藤たちを余所に、リンは1人その場を離れた。嘉藤もまた、結城中佐から新たな指令と偽名を与えられ、次の任地に向かった。

### キャスト（映画）
- 嘉藤次郎 - 亀梨和也
- リン - 深田恭子
- 神永 - 小澤征悦
- 三好 - 小出恵介
- 小田切 - 山本浩司
- 実井 - 渋川清彦
- ハワード・マークス - リチャード・シェルトン（英語版）
- キャンベル - ジャスパー・バグ
- アーネスト・グラハム - リチャード・モス
- 矢島中佐 - 田口浩正
- 笹原大佐 - 光石研
- 武野大佐 - 嶋田久作
- 飯塚中佐  - 千葉哲也
- 結城中佐 - 伊勢谷友介

### スタッフ（映画）
- 監督：入江悠
- 原作：柳広司『ジョーカー・ゲーム』
- 脚本：渡辺雄介
- 音楽：岩崎太整
- 主題歌：KAT-TUN「Dead or Alive」（J Storm）
- 製作：中山良夫、市川南、藤島ジュリー景子、藪下維也、柏木登、桜井徹哉、井上伸一郎、吉川英作
- ゼネラルプロデューサー：奥田誠治
- エグゼクティブプロデューサー：門屋大輔
- プロデューサー：藤村直人、甘木モリオ
- 撮影：柳島克己
- 美術：小島伸介
- 照明：鈴木康介
- 録音：橋本泰夫
- 編集：辻田恵美
- キャスティング：杉野剛、YUTAKA TACHIBANA
- ポストプロダクションスーパーバイザー：大屋哲男(ピクチャーエレメント)
- VFXスーパーバイザー：道木伸隆
- スクリプトスーパーバイザー：新玉和子
- 装飾：酒井拓磨
- スタイリスト：荒木里江
- 音響効果：伊藤進一
- アクションコーディネーター：川澄朋章
- プロダクションマネージャー：大西洋志、ELZA HIDAYAT
- 助監督：JON HIJIRI、DONDY ADRIAN
- ラインプロデューサー：JOHN RADEL
- ドルビーデジタル・コンサルタント:河東努(コンチネンタルファーイースト株式会社)
- 撮影機材協力:RED DIGITAL CINEMA SHOT ON RED(RED EPIC)
- 配給：東宝
- 制作プロダクション：シネバザール、Infinite Studio
- 企画・製作幹事：日本テレビ放送網
- 製作：「ジョーカー・ゲーム」製作委員会（日本テレビ放送網、東宝、ジェイ・ストーム、讀賣テレビ放送、VAP、博報堂DYメディアパートナーズ、KADOKAWA、日本出版販売、シネバザール、STV、MMT、SDT、CTV、HTV、FBS）

### 仕様
- 映画(劇場公開時):カラー、スコープサイズ、DOLBY SURROUND 5.1

### 製作
2012年に映画化の企画が始まり、「エンタテインメントとして成立する日本製スパイ映画を作る」という方針から、原作の読者の入江悠が監督に起用された。原作は短編の連作であるため、映画化に際しては各エピソードを繋ぎ合わせ一本のストーリーに編成された。また、嘉藤と結城の関係は『スパイ・ゲーム』のネイサン・ミュアーとトム・ビショップを参考にしている。
主演には原作の読者の亀梨和也が起用され、役作りとして英語・中国語・手品・アクション・モールス信号の打電法・拳銃の分解法などを学んでいる。
撮影は2014年1月4日から始まり、シンガポールやインドネシアのバタム島で撮影された。映画の舞台となる虹楊(Hung Yang)は1930年代〜1940年代の上海租界とシンガポールをモデルにしている。シンガポール・バタム島ではインドネシア・シンガポール・タイ・フィリピン・オーストラリアのスタッフ150人が参加し、英語でコミュニケーションが行われ、アクションシーンには『ザ・レイド』の助監督チームが参加している。日本では笠間市の筑波海軍航空隊記念館と常総市で撮影された。

### 公開
2015年1月31日公開。全国310スクリーンで公開され、1月31日、2月1日の2日間で17万4,121人を動員し、興行収入は2億713万1,700円を記録し映画観客動員ランキング（興行通信社調べ）で初登場第2位となった。10代〜50代までの幅広い観客層を集客した。

### BD / DVD (映画)
2015年8月12日発売
- BD（豪華版 VPXT-71401 / 通常版 VPXT-71402）
- DVD（豪華版 VPBT-14441 / 通常版 VPBT-14442）

## テレビアニメ
2016年4月から6月までAT-X、TOKYO MX他にて放送された。また、Blu-ray BOX上下巻には黒の野良猫ヨル（声 - 関智一）が視点のエピソード「黒猫ヨルの冒険」が前後編に分けて収録されている。
ニュータイプアニメアワード2016において乃木坂46賞を受賞した。
2017年7月には、アニメーション制作のProduction I.G自ら放送枠を購入し、スタジオ設置などで縁のある新潟市が筆頭スポンサーに就いた再放送が行われた。

### キャスト（アニメ）
| - 結城中佐 - 堀内賢雄 - 佐久間中尉 - 関智一 - 三好（真木克彦） - 下野紘 - 神永（伊沢和男） - 木村良平 - 小田切（飛崎弘行） - 細谷佳正 - 甘利（内海脩）- 森川智之 - 波多野（島野亮祐） - 梶裕貴 - 実井（森島邦雄） - 福山潤 - 福本（塩塚朔、草薙行仁） - 中井和哉 - 田崎（瀬戸礼二） - 櫻井孝宏 - 蒲生次郎 - 津田健次郎 - 武藤大佐 - 玄田哲章 - 阿久津泰政 - 西村知道 | - ジョン・ゴードン - 利根健太朗 - アラン・レルニエ - 檜山修之 - マリー・トーレス - 伊藤静 - ジャン・ヴィクトール - 竹内良太 - 及川政幸 - 藤原啓治 - 本間英司 - 土田大 - ハワード・マークス - 大塚芳忠 - ジェフリー・モーガン（ルイス・マクラウド） - 田中秀幸 - シンシア・グレーン - 中村千絵 - エマ・グレーン - 大久保瑠美 - アーネスト・グラハム - 飯塚昭三 - ジェーン・グラハム - 沢海陽子 - 風戸哲正 - 黒田崇矢 - アーロン・プライス - 宮本充 - ヘルマン・ヴォルフ - 銀河万丈 - ヨハン・バウアー - 川島得愛 - 野上百合子 - 中原麻衣 - 安原ミヨコ - 坂本真綾 |

### スタッフ（アニメ）
- 原作 - 柳広司「ジョーカー・ゲーム」シリーズ（KADOKAWA・角川文庫刊）
- 監督 - 野村和也
- シリーズ構成・脚本 - 岸本卓
- キャラクター原案 - 三輪士郎
- キャラクターデザイン・総作画監督 - 矢萩利幸
- メカニックデザイン・メカニック作画監督 - 常木志伸
- プロップデザイン - 村山章子
- チーフリサーチャー - 白土晴一
- 美術設定 - 成田偉保、天田俊貴（第7、11話）
- 美術監督 - 谷岡善王
- 色彩設計 - 野田採芳子
- 撮影監督 - 田中宏侍
- 3DCGI監督 - 塚本倫基
- 編集 - 植松淳一
- 音響監督 - 岩浪美和
- 音楽 - 川井憲次
- 音楽制作 - KADOKAWA
- 音楽プロデューサー - 山森篤
- プロデューサー - 河本紗知、大貫一雄、大瀬裕嗣、森菜摘、礒谷徳知、新井恵介、江口隼吾、白石容子
- アニメーションプロデューサー - 番匠公一
- アニメーション制作 - Production I.G
- 製作 - JOKER GAME ANIMATION PROJECT（KADOKAWA、博報堂DYミュージック&ピクチャーズ、Production I.G、ムービック、AT-X、ソニー・ミュージックコミュニケーションズ、サミー、フロンティアワークス）

### 主題歌（アニメ）
オープニングテーマ「REASON TRIANGLE」
作詞・作曲 - HIDEO NEKOTA / 編曲・演奏 - QUADRANGLE
エンディングテーマ「DOUBLE」
作詞・作曲 - 高津戸信幸 / 編曲 - MAGIC OF LiFE、宮井英俊 / 演奏 - MAGIC OF LiFE

### 各話リスト
| 話数      | サブタイトル               | 絵コンテ   | 演出            | 作画監督                  |
| --------- | -------------------------- | ---------- | --------------- | ------------------------- |
| 第1話     | ジョーカー・ゲーム（前編） | 野村和也   | 野村和也        | 矢萩利幸                  |
| 第2話     | ジョーカー・ゲーム（後編） | 野村和也   | 安乱純志        | 中村深雪                  |
| 第3話     | 誤算                       | 浜名孝行   | 二宮壮史        | 窪田康高、小谷杏子        |
| 第4話     | 魔都                       | 竹内敦志   | 細川ヒデキ      | 山口飛鳥                  |
| 第5話     | ロビンソン                 | 黄瀬和哉   | 黄瀬和哉        | 黄瀬和哉                  |
| 第6話     | アジア・エクスプレス       | 須之内佑典 | 須之内佑典      | 窪田康高、石井明治        |
| 第7話     | 暗号名ケルベロス           | 小村方宏治 | 小村方宏治      | 新野量太、森田史          |
| 第8話     | ダブル・ジョーカー（前編） | 佐藤雄三   | 森大貴          | 山口飛鳥                  |
| 第9話     | ダブル・ジョーカー（後編） | 佐藤雄三   | 二宮壮史 森大貴 | 山口飛鳥                  |
| 第10話    | 追跡                       | 荒川直樹   | 二宮壮史        | 新野量太、森田史 古川良太 |
| 第11話    | 柩                         | 板津匡覧   | 板津匡覧        | 中村深雪                  |
| 第12話    | XX ダブル・クロス          | 野村和也   | 野村和也        | 中村深雪、窪田康高        |
| 映像特典1 | 黒猫ヨルの冒険（前編）     | 細川ヒデキ | 細川ヒデキ      | 石井明治                  |
| 映像特典2 | 黒猫ヨルの冒険（後編）     | 細川ヒデキ | 細川ヒデキ      | 石井明治                  |

### 放送局
| 放送期間               | 放送時間                     | 放送局     | 対象地域   | 備考                                       |
| ---------------------- | ---------------------------- | ---------- | ---------- | ------------------------------------------ |
| 2016年4月5日 - 6月21日 | 火曜 23:00 - 23:30           | AT-X       | 日本全域   | CS放送 / リピート放送あり / 製作委員会参加 |
| 2016年4月6日 - 6月22日 | 水曜 0:30 - 1:00（火曜深夜） | TOKYO MX   | 東京都     |                                            |
|                        | 水曜 1:35 - 2:05（火曜深夜） | テレビ愛知 | 愛知県     |                                            |
|                        | 水曜 2:30 - 3:00（火曜深夜） | 毎日放送   | 近畿広域圏 | 『アニメ特区』第1部                        |
| 2016年4月7日 - 6月23日 | 木曜 0:00 - 0:30（水曜深夜） | BS11       | 日本全域   | BS放送 / 『ANIME+』枠                      |

| 配信期間                | 配信時間           | 配信サイト         | 備考                                   |
| ----------------------- | ------------------ | ------------------ | -------------------------------------- |
| 2016年4月7日 - 6月23日  | 木曜 12:00 更新    | dアニメストア      |                                        |
| 2016年4月14日 - 6月30日 | 不明               | 楽天ショウタイム   | 最新話は1週間無料                      |
|                         |                    | GYAO!              | 最新話は1週間無料                      |
|                         |                    | GYAO!ストア        |                                        |
|                         |                    | ニコニコチャンネル | 第1話は常時無料 / 最新話は1週間無料    |
|                         |                    | DMM.com            |                                        |
|                         |                    | バンダイチャンネル | 第1話は常時無料 / 有料会員は全話見放題 |
|                         |                    | U-NEXT             |                                        |
|                         |                    | ひかりTV           |                                        |
|                         |                    | J:COM オンデマンド |                                        |
|                         |                    | ビデオパス         |                                        |
|                         |                    | ビデオマーケット   |                                        |
|                         |                    | HAPPY!動画         |                                        |
|                         |                    | ムービーフルPlus   |                                        |
|                         | ライブ配信時間未定 | ニコニコ生放送     |                                        |
| 2016年4月20日 - 7月6日  | 未定               | PSストア           |                                        |

### BD / DVD
| 巻 | 発売日        | 収録話         | 規格品番   |
| -- | ------------- | -------------- | ---------- |
| 上 | 2016年7月27日 | 第1話 - 第6話  | ZMAZ-10711 |
| 下 | 2016年9月28日 | 第7話 - 第12話 | ZMAZ-10712 |

| 巻 | 発売日         | 収録話          | 規格品番   |
| -- | -------------- | --------------- | ---------- |
| 1  | 2016年7月27日  | 第1話 - 第3話   | ZMBZ-10721 |
| 2  | 2016年8月24日  | 第4話 - 第6話   | ZMBZ-10722 |
| 3  | 2016年9月28日  | 第7話 - 第9話   | ZMBZ-10723 |
| 4  | 2016年10月26日 | 第10話 - 第12話 | ZMBZ-10724 |

## 舞台
ジョーカー・ゲーム
 2017年5月にZeppブルーシアター六本木で上演。脚本・演出は西田大輔が担当。
ジョーカー・ゲームII
2018年6月にシアター1010、メルパルクホール大阪で上演。
ジョーカー・ゲームIII
2025年11月に天王洲 銀河劇場で上演予定。

### キャスト（舞台）
ジョーカー・ゲーム
- 三好 - 鈴木勝吾
- 甘利 - 山本一慶
- 実井 - 木戸邑弥
- 田崎 - 奥谷知弘
- 波多野 - 松本岳
- 神永 - 才川コージ
- 小田切 - 阿部快征
- 福本 - 前田剛史
- 佐久間中尉 - 大海将一郎
- ヘルマン・ヴォルフ大佐 - 山﨑雅志
- 武藤大佐 - 光宣
- ジョン・ゴードン - オラキオ
- 結城中佐 - 谷口賢志

ジョーカー・ゲームII
- 実井 - 木戸邑弥
- 甘利 - 山本一慶
- 田崎 - 奥谷知弘
- 波多野 - 松本岳
- 神永 - 才川コージ
- 福本 - 前田剛史
- 蒲生次郎 - 君沢ユウキ
- 風戸中佐 - 合田雅吏
- アーネスト・グラハム - 和興
- 白幡樹一郎 - 須間一也
- 逸見五郎 - 宮下雄也
- ヨーゼフ・ゲッベルス - 村田洋二郎
- ヘルマン・ゲーリング - 岩澤晶範
- レニ・リーフェンシュタール - 大湖せしる
- 三好 - 鈴木勝吾
- 結城中佐 - 谷口賢志

ジョーカー・ゲームIII
- 神永 - 本田礼生
- 田崎 - 橋本真一
- 甘利 - 梶田拓希
- 波多野 - 土屋直武
- 小田切 - 塩田康平
- 実井 - 野口準
- 福本 - 速川大弥
- 佐久間中尉 - 蒼木陣
- ジョン・ゴードン - 山岸拓生
- 武藤大佐 - ウラシマ
- 犬丸峯吉 - 林田航平
- 三好 - 矢田悠祐
- 結城大佐 - 谷口賢志

### スタッフ（舞台）
- 原作 - TVアニメ『ジョーカー・ゲーム』
- 演出・脚本 - 西田大輔
- 主催 - JOKER GAME THE STAGE PROJECT（マーベラス/KADOKAWA/BS-TBS/Production I.G）